# Porsche
Pour les articles ayant des titres homophones, voir Porche et Porsch.
Dr. Ing. hc F. Porsche AG (qui signifie Doktor Ingenieur honoris causa Ferdinand Porsche Aktiengesellschaft), généralement abrégé en Porsche (prononcé en allemand : [ˈpɔʁʃə] ), est un constructeur d'automobiles de sport allemand. La société fut fondée en 1931 par Ferdinand Porsche, puis reprise par son fils Ferry Porsche. Ferdinand Porsche est l'ingénieur qui créa la première Volkswagen. Les principales usines du constructeur  sont situées à Leipzig et à Zuffenhausen, en Allemagne.
C'est chronologiquement la dixième marque à avoir intégré le groupe Volkswagen AG en 2009,. En 2023, ses ventes mondiales se sont élevées à plus de 320 000 véhicules, en hausse par rapport à 2022. 
Porsche AG fait partie du groupe Volkswagen depuis 2009 et ne doit pas être confondue avec la société cotée Porsche Automobil Holding SE  (Porsche SE en abrégé), également basée à Stuttgart et actionnaire majoritaire de Volkswagen AG depuis 2009.

## Histoire

### Les débuts

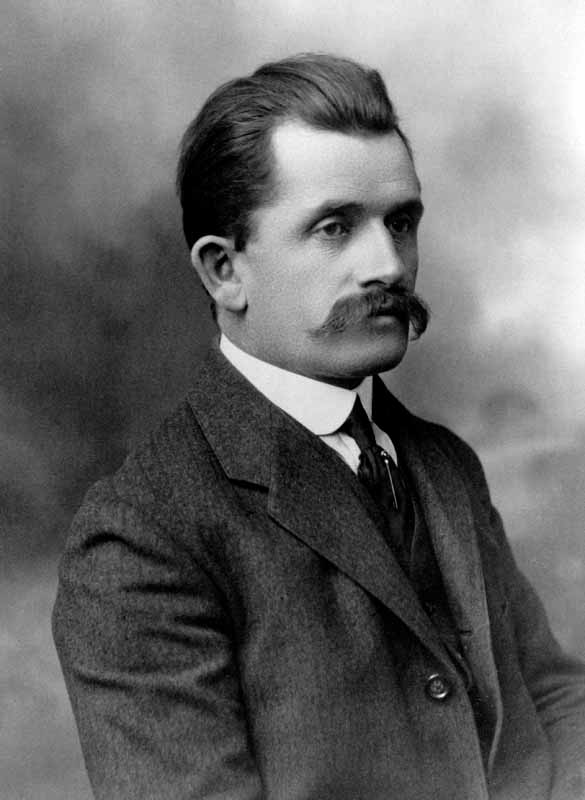
Ferdinand Porsche.

Les premières automobiles conçues par Ferdinand Porsche et Ludwig Lohner sont les Lohner-Porsche, des véhicules électriques développés au tout début du XXe siècle. La voiture électrique « System Lohner-Porsche » fait sensation lors de sa présentation à l'exposition universelle de Paris en 1900. Le premier prototype considéré comme la première Porsche est le modèle Porsche Type 64, une voiture de sport conçue pour la compétition en 1938.
En 1933, Ferdinand Porsche répond à la demande d'Hitler et développe un modèle d'automobile démocratique, qui sera présenté en 1938 sous le nom de « Volkswagen », signifiant « voiture du peuple » en allemand. Elle est connue en France sous le nom de Coccinelle.

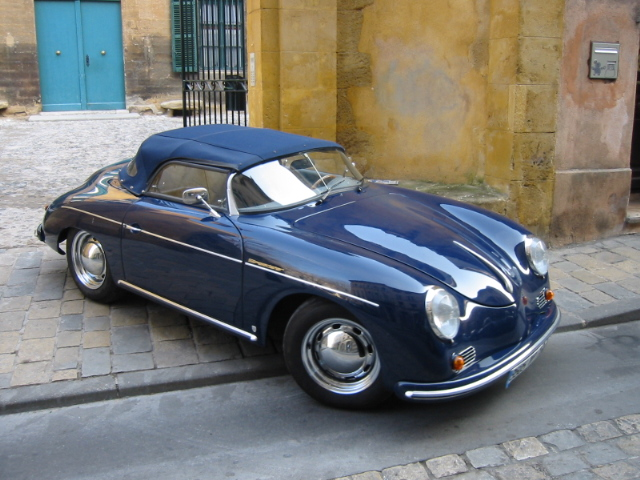
Porsche 356 Speedster.

La première Porsche de série est la Porsche 356, de 1948, basée sur une Volkswagen Coccinelle modifiée. Elle est construite à Gmünd en Autriche, où la société est évacuée en 1944. Après avoir construit quarante-neuf voitures la société retourne à Zuffenhausen. Ferdinand meurt peu après et c’est son fils Ferry Porsche qui prend les rênes. Les dernières 356 sortent avec un quatre cylindres à plat totalement conçu par Porsche.

### Matériel militaire
Ferdinand Porsche est un constructeur d'armement au service de l'Allemagne nazie. Il est à l'origine de la conception de plusieurs chars allemands, dont le Jagdpanzer Elefant (nommé aussi Ferdinand, prénom de son fabricant), la Volkswagen Kübelwagen, un véhicule similaire à la Jeep Américaine et dérivé de la Coccinelle. Il présente une étude sur un char lourd, le futur Tiger I, marché qui est cependant remporté par Henschel, et une autre sur son successeur, le Tiger II. Le marché est encore remporté une fois par Henschel. Porsche développe aussi un des projets de char super-lourd, le Maus, même s'il est dubitatif quant à son aboutissement. À la fin de la guerre, Ferdinand Porsche échappe de peu à un procès. Porsche ne cesse pas sa production d'armement, elle conçoit le char Leopard 1 qui entre en service en 1965 et participe au développement de son successeur, le Leopard 2 en concevant son châssis.

### 1963: la 911, modèle phare

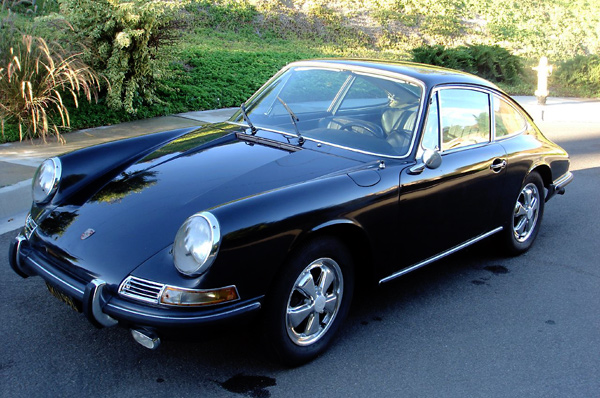
Une 911 S de 1967.

Historiquement, la première ébauche de la 911 est le prototype T7 de 1959. La version définitive, quant à elle, est présentée au Salon de l'automobile de Francfort le 12 septembre 1963, sous le nom « 901 ». Cependant, Peugeot ayant déposé tous les numéros comportant un zéro central, le nom est abandonné au profit de l'actuelle désignation « 911 ». Elle se doit de garder un air de famille avec les 356, et cette première génération en reprend les principaux codes visuels. Dans le compartiment moteur, on opte pour un six cylindres à plat de 2 litres, plus léger, refroidi par air, et toujours placé à l'arrière. Ainsi naît la 911 qui, dès lors, ne cesse d'évoluer avec son moteur « boxer » au couple enthousiasmant et au son particulier, que les amateurs affectionnent. Ce modèle reste la référence et le modèle le plus emblématique de la marque.

### Les années 1990
Au début des années 1990, la société est en difficulté. La Porsche 968 n'a pas le succès espéré, et avec un Deutsche Mark fort, les ventes à l'étranger sont difficilement compétitives sur le segment des entrées de gamme. Toyota tente même de racheter l'entreprise, et en 1992, Porsche demande à des ingénieurs de la marque japonaise d'implémenter la méthode de production juste-à-temps.
Les gains pour la société sont importants : l'assemblage d'une voiture passe de 120 heures à 72 heures, les défauts de conception sont divisés par deux, et la main-d'œuvre est réduite de 25 %.
Dans le même temps, les équipes de développement ont pour mission de produire deux nouvelles voitures en un : la Porsche Boxster en entrée de gamme et la Porsche 911. La Porsche Boxster est un succès considérable et le plus gros succès jusqu'à l'arrivée de la Porsche Cayenne.

### Intégration dans Volkswagen AG
Historiquement, Porsche AG était détenu par le groupe Porsche (dont le siège social est à Stuttgart), lui-même détenu pour moitié par les familles Porsche et Piëch. Ces familles possédaient la totalité des actions à droit de vote du Groupe Porsche, les 60 % restant étant répartis entre actionnaires privés et institutionnels.
En septembre 2005, Porsche décide d'augmenter sa part du capital dans la société Volkswagen, avec laquelle il entretient des liens étroits (VW-Porsche 914, Audi RS2, Porsche 924). Le Porsche Cayenne partage d'ailleurs sa plateforme avec le VW Touareg. Cette participation est plus importante en 2006, date à laquelle elle atteint 27,4 % du capital, Porsche se réservant la possibilité de monter jusqu'à 29,9 % (dépasser le seuil des 30 % l'obligerait légalement à lancer une offre publique d'achat). Au cours de l'été 2006, Porsche obtient l'autorisation de l'État allemand de prendre la minorité de blocage de Volkswagen, en prenant ainsi le contrôle.
Après avoir franchi les 30 % du capital, la marque de voitures de sport est contrainte par la réglementation boursière de lancer une offre publique d'achat sur le reste du capital. Mais l'opération échoue, Porsche proposant délibérément un prix trop faible. Depuis août 2007, le groupe tente d'augmenter ses parts dans Volkswagen. Porsche possède 50,76 % des parts de Volkswagen à la date du 6 janvier 2009 et annonce vouloir monter à 75 % d'ici à la fin de la même année.
En 2009, en tentant d'acquérir une majorité de contrôle dans Volkswagen, Porsche accumule une importante dette. Elle est incapable de respecter ses engagements financiers, car Volkswagen voit son titre augmenter de façon appréciable au cours de l'année précédente, permettant à Porsche de réaliser un profit appréciable sur papier. Selon les lois fiscales allemandes, Porsche doit verser un impôt sur cette plus-value, montant en argent qu'elle ne possède pas. En juillet 2009, Porsche accumule des dettes dépassant 10 milliards d'euros. Pour éviter la faillite, la marque accepte les conditions posées par le Qatar Investment Authority, lequel injecte un important montant dans Porsche tout en l'obligeant à fusionner ses activités avec Volkswagen,,,. Cette fusion est annoncée le 5 juillet 2012 et est effective le 1er août 2012.
Le petit-fils de Ferdinand, Ferdinand Piëch, est alors le président exécutif de Volkswagen, dont il est toujours le principal actionnaire en 2009. L’actuel est Martin Winterkorn précédemment chez Audi, Piëch ayant pris la présidence du conseil de surveillance (organe de contrôle plutôt que de direction) de Volkswagen.

### Les années 2010
Porsche présente, lors du Challenge Bibendum de mai 2011, un prototype de voiture électrique : le Boxster E, existant en plusieurs versions. 
En 2015 au Salon de l'automobile de Francfort, est présenté un concept appelé « Mission E ». C'est une berline à propulsion totalement électrique et se voulant très performante, avec un total de 600 ch. La présentation de ce concept permet alors de confirmer l'orientation de Porsche vers les voitures électriques. Le concept « Mission E » permet de préfigurer la première voiture électrique de la marque, une berline commercialisée en 2019 sous le nom de Porsche Taycan. 
Après avoir introduit des motorisations hybrides sur plusieurs de ses modèles lors des années 2010 (Panamera, Cayenne et 918 Spyder), Porsche annonce l'utilisation prochaine, sur la nouvelle génération de 911, de cette technologie à partir de 2018.

#### Dieselgate
En 2015, Volkswagen, la maison mère de Porsche, reconnait avoir équipé onze millions de ses voitures diesel d'un logiciel capable de fausser le résultat des tests antipollution. En effet, ce logiciel permet de cacher des émissions dépassant parfois jusqu'à quarante fois les normes autorisées. Le scandale fait grand bruit et touche Porsche, car dans son enquête, la KBA (Kraftfahrt-Bundesam) trouve jusqu'à cinq dispositifs frauduleux dans les modèles Macan de Porsche.
En juillet 2017, Alexander Dobrindt, le ministre des Transports allemand, ordonne le rappel de 22 000 Porsche Cayenne Diesel équipés de V6 3L TDI Euro 6 fabriqués par Audi,.
Un temps à l’écart du scandale, en avril 2018 ont lieu les premières perquisitions au siège de Porsche. Le parquet de Stuttgart annonce dans la foulée l'arrestation d'un suspect (il s'agirait de Jörg Kerner, ex-responsable des moteurs de Porsche, selon la presse allemande) pour « risque de fuite et de dissimulations de preuve »,.
En mai 2018, les autorités allemandes ordonnent le rappel de 53 000 Macan et 6 800 Cayenne équipés du logiciel mis en cause. En tout plus de 60 000 véhicules sont donc rappelés à travers le monde,.
Le 22 septembre 2018, la marque annonce la fin de la commercialisation de modèles Porsche en motorisation diesel. Depuis février 2018, les Porsche diesel n'étaient plus vendues sur le territoire français, anticipant l'application de la nouvelle norme WLTP.

#### Autres polémiques
En mai 2018, la commission de protection des consommateurs américaine (CPSC) demande à la société Porsche de rappeler ses modèles miniatures en bois et métal vendus à 1 700 exemplaires comme jouet aux États-Unis, car leurs roues se détachent.

### Les années 2020
L'entrée en bourse de l'entreprise est annoncée pour avant la fin de 2022.
En juin 2022, le constructeur de Stuttgart fait l'acquisition de Fazua, fabricant allemand de VAE (vélo à assistance électrique).
Le jeudi 29 septembre 2022 marque le premier jour de cotation officielle du titre Porsche AG, coté en continu et répertorié sous la code ISIN DE000PAG9113, à la suite de son introduction en Bourse (IPO) sur l'opérateur de marché XETRA de la Bourse de Francfort. La société se sépare désormais, en tant qu'entité juridique distincte, de sa holding historique Volkswagen AG dont les titres sont eux aussi cotés à la Bourse de Francfort. 
En février 2025, le constructeur annonce le départ « à l'amiable » de Lutz Meschke, vice-président du conseil d'administration, et de Detlev von Platen, directeur des ventes.

## Compétition
Porsche a toujours engagé des GT classiques et obtenu de nombreuses victoires dans différentes catégories en endurance.
Chaque année, la Porsche Cup récompense le meilleur pilote privé utilisant une Porsche en compétition d'endurance et de grand tourisme.
En Formule 1, Porsche a fourni les moteurs pour McLaren de 1984 à 1987 (sous le nom TAG, Techniques d'avant garde).

### Les débuts en endurance 1950-1979
La course d'endurance des 24 Heures du Mans a particulièrement bien réussi à Porsche puisqu'elle a été gagnée à 19 reprises par la marque, sans compter les victoires par catégories. Certaines Porsche d'endurance sont devenues célèbres comme la 917 qui, avec son douze cylindres à plat de 560 ch, faisait frissonner plus d'un concurrent.

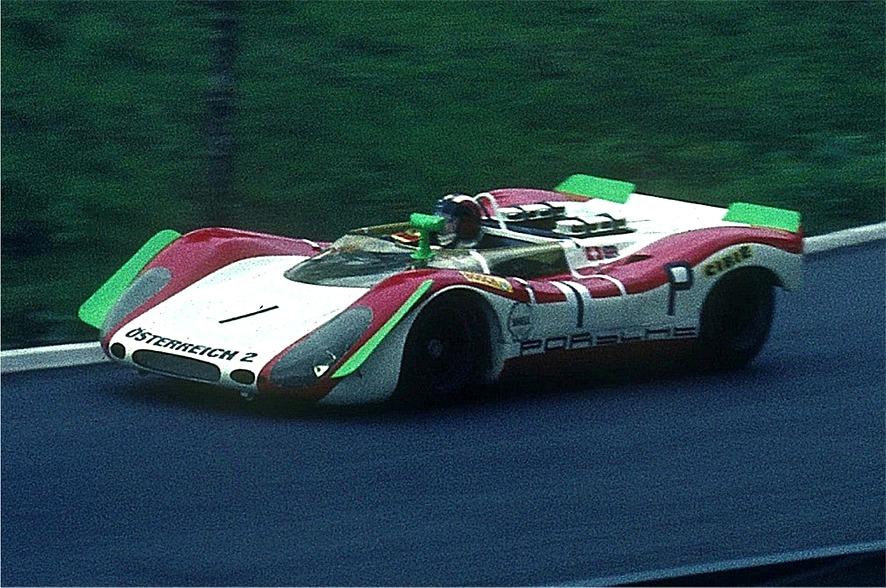
Porsche 908 Spyder.

Porsche débute au Mans en 1951 avec une victoire en catégorie S 1.1 sur la Porsche 356/4 SL. Durant toutes les années 1950, Porsche a très souvent gagné dans les catégories inférieures au Mans et lors du championnat du monde des Voitures de sport, mais c'est à la fin des années 1960 que Porsche et sa 908 terminent dans le haut du classement et remportent en 1969 le championnat du monde des Voitures de sport. En 1970, la 917K s'impose au Mans avec la Porsche KG Salzburg et remporte aussi le WSC avec la 917K, 917L et la 908/03.
En 1971, 1976, 1977, 1979 Porsche s'impose de nouveau avec la 917K, la 936 et une victoire surprenante en 1979 avec la 935 K3.
Porsche remporte le championnat du monde d'endurance à de nombreuses reprises, et dans plusieurs catégories durant les années 1970.

### Succès et domination 1980-1988

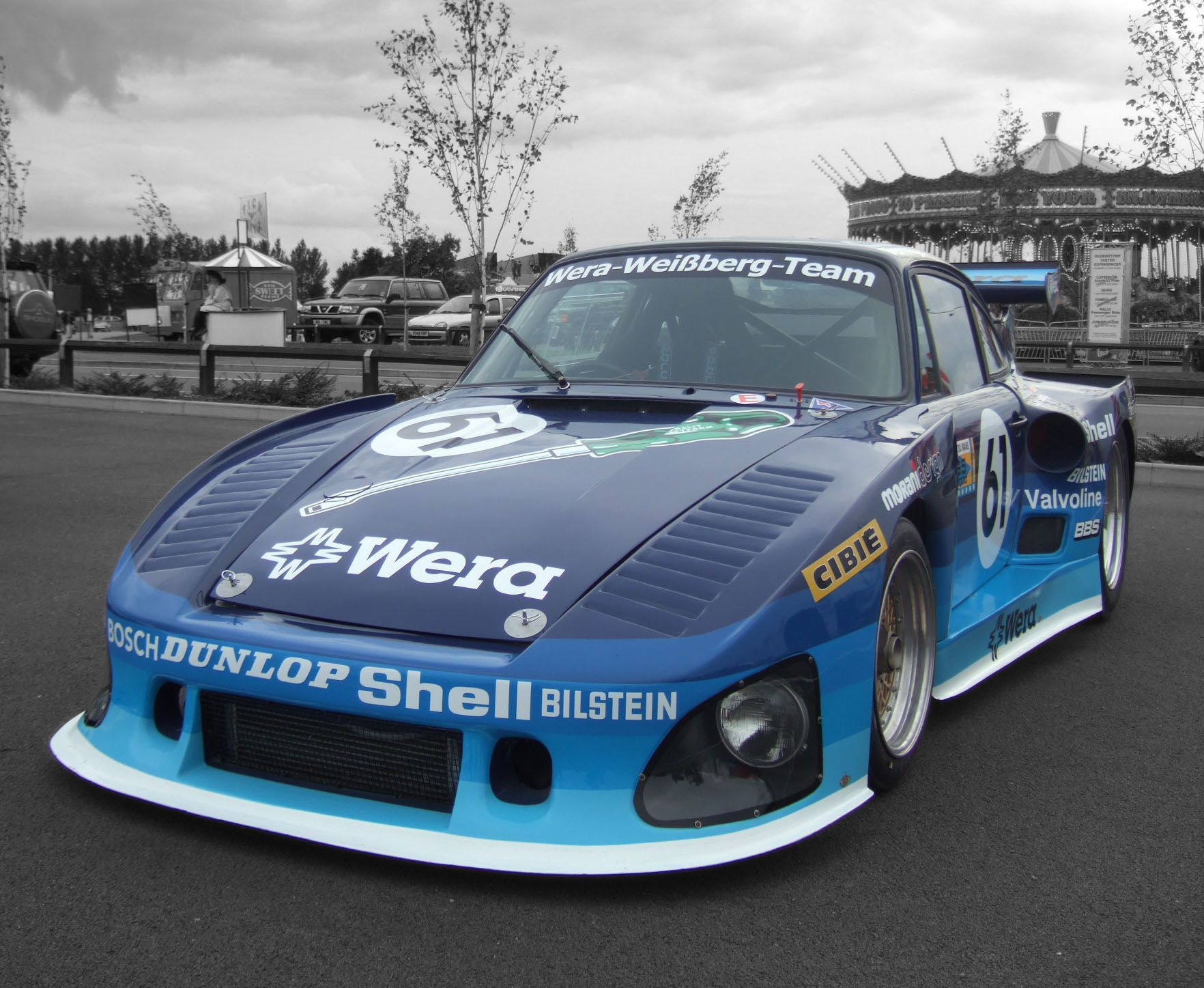
Porsche 935 K3 de 1981.

En 1980, la Porsche 908 sous les couleurs du Martini Racing et ultime favorite de l'édition 1980 au Mans, est battue par Jean Rondeau et sa Rondeau M379B. Après une nouvelle victoire en 1981 avec la Porsche 936, le Porsche System lance la Porsche 956. Véritable machine à gagner, la 956 écrase la concurrence, notamment Lancia. Victorieuse en 1982, 1983, Porsche boycotte les 24 Heures du Mans 1984 pour contester une réglementation, mais la 956 du Team Joest remporte l'édition. De 1982 à 1986, la 956 remporte le WSC. En 1985, la nouvelle 962, une évolution de la 956, remporte l'édition 1986. La 956 continue sa carrière avec des équipes privées où plus de la moitié du plateau était composé de Porsche durant les années 1980.

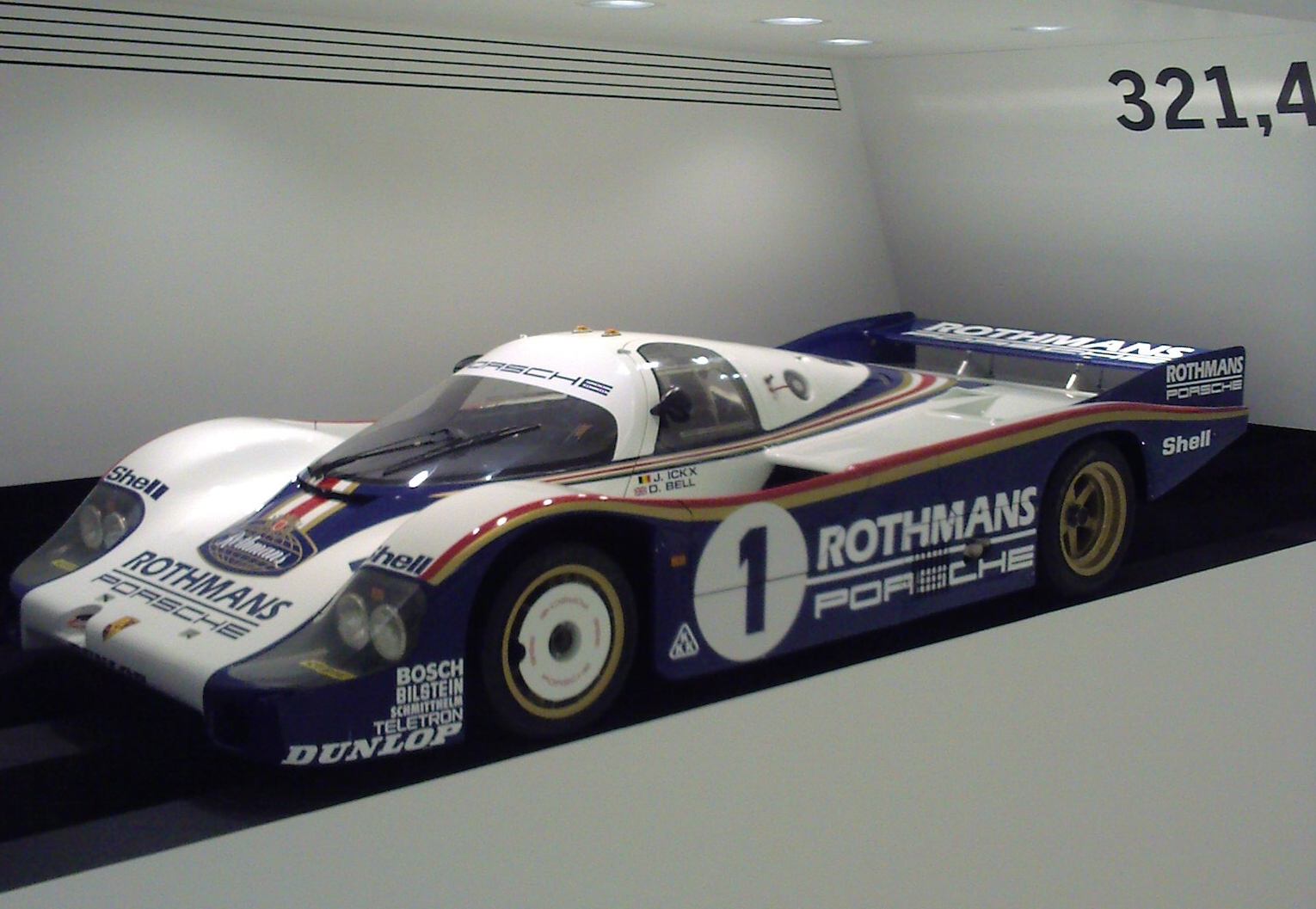
Porsche 956 aux couleurs de Rothmans.

L'année 1986 voit aussi la montée en puissance de Jaguar et en 1987 au Mans, le duel Jaguar-Porsche atteint son sommet. Porsche et sa 962 s'imposent au Mans et Jaguar remporte le championnat du monde de sport. En 1988, Jaguar prend sa revanche et remporte les 24H00 et le WSC avec la XJR-9. En 1988, Porsche participe à ses dernières 24 Heures en tant qu'équipe d'usine. L'équipe Joest Racing et Porsche Kremer Racing continuent à la fin des années 1980 et au début des années 1990 à faire rouler des Porsche 962.

### Présence via Joest Racing et Kremer Porsche 1989-1995
En 1994, et à la suite d'un changement de réglementation qui a vu le groupe C disparaître ainsi que Jaguar, Peugeot, Mazda, Toyota, Mercedes, Nissan, le Dauer Porsche, inscrit en GT1 se base sur une Porsche 962. Un modèle de série est fabriqué (obligatoire en GT1), et la renomme Dauer 962C. Cette voiture était un véritable prototype déguisé, poussant à l'extrême les limites du règlement en GT1.  Après une grosse bagarre avec la Toyota 94 CV du Trust Racing, le Dauer Porsche s'impose aux 24 Heures du Mans 1994 malgré un plateau à bout de souffle.

### Retour au premier plan en catégorie GT1 1996-1998
En 1996, Porsche annonce son grand retour et s'inscrit en catégorie GT1 qui prend de plus en plus d’ampleur. Mais c'est le Joest Racing qui s'impose au Mans en 1996 et 1997 avec la TWR Porsche WSC-95. La 911 GT1 rate la victoire à la suite d'un abandon en toute fin de course en 1997 alors qu'elle était en tête.
En 1998, Porsche fait évoluer la 911 GT1 et malgré des performances en retraits en qualification, Porsche et ses 911 GT1-98 très fiables profitent du manque de fiabilité des nouvelles Mercedes CLK-LM, Toyota GT-One et des BMW V12 pour réaliser un surprenant doublé. De 1996 à 1998, la 911 GT1 a également participé en FIA GT. En 1999, Porsche ne défend pas son titre. Avec une catégorie GT1 devenue trop chère (et qui laissera place au LMGTP), Porsche entre 1998 et 1999 développe la Porsche LMP 2000 (connue en interne sous le nom 93R), typique d'une barquette classique. McNish et Wollek participent au développement de la voiture. Elle n'est jamais présentée officiellement et ce projet ne connaît finalement pas de suite. Porsche a préféré l'abandonner et utiliser ses ressources financières pour développer le Cayenne, d'après Horst Marchart, à l’époque responsable de la R&D.

### En LMP2 2005-2010

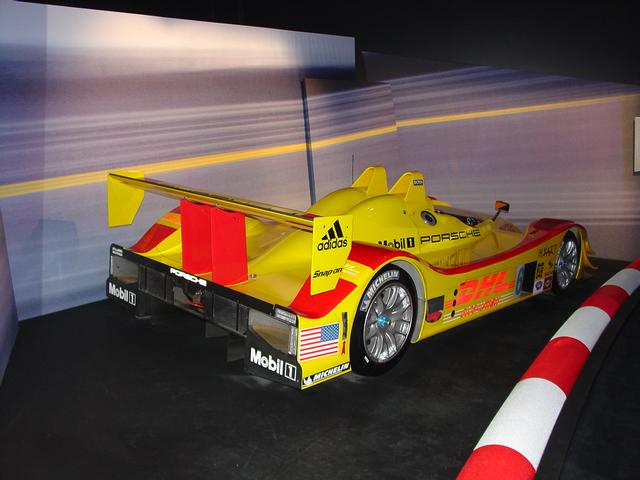
Porsche RS Spyder.

En 2005, Porsche lance le programme de la Porsche RS Spyder, premier prototype depuis l'abandon de la LMP2000 ; elle fait carrière essentiellement aux États-Unis. Elle fait ses débuts en ALMS avec l'aide du Penske Racing en LMP2 à la fin de la saison 2005.
La Porsche RS Spyder est championne de la catégorie LMP2 en ALMS en 2006, 2007, 2008 et aussi au Le Mans Series 2008. En 2008, la RS Spyder remporte même les 12 Heures de Sebring au classement général, terminant devant l'Audi R10 TDI, référence en endurance. En 2008 et 2009, la RS Spyder remporte la catégorie LMP2 au Mans. Sa carrière se termine en 2010 avec une victoire à Mosport.

### Retour au sommet 2014-2017

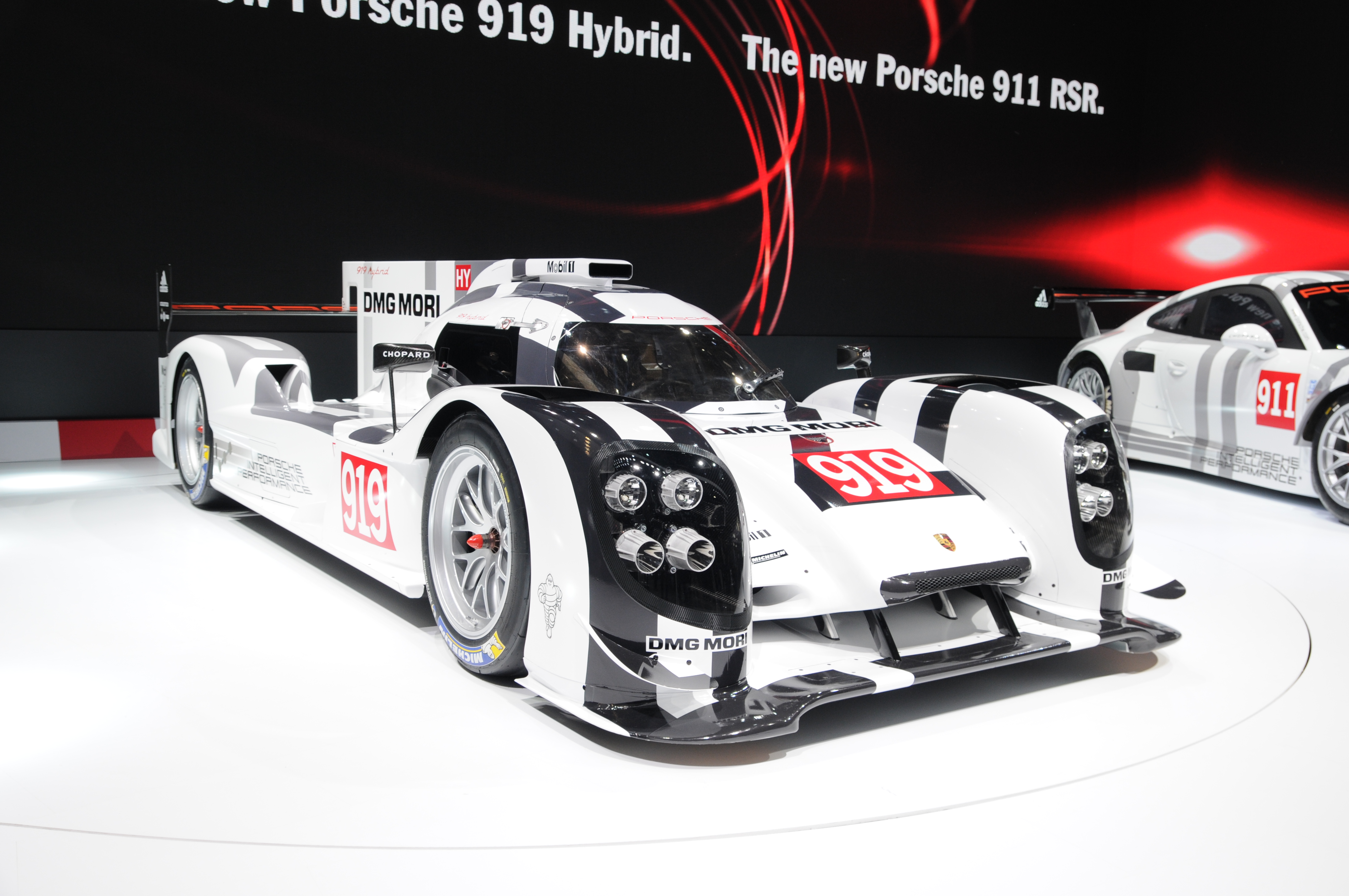
La Porsche 919 Hybrid de 2014.

En 2011, Porsche annonce son grand retour au Mans et en endurance pour 2014, avec la Porsche 919 qui utilise un système hybride, tout comme Audi et Toyota. L'année 2014 est marquée par la domination de Toyota lors du championnat du monde d'endurance. Au Mans, deux 919 Hybrid sont engagées. Nettement moins rapide et moins fiable, Porsche réussit à pointer en tête à deux heures de l'arrivée. Talonnée par une Audi nettement plus rapide, le moteur Porsche rendra l'âme et finira non classé. L'autre Porsche termine 11e. La 919 Hybrid décroche sa première victoire à São Paulo, dernière manche du championnat.
En 2015, Porsche poursuit son engagement en championnat du monde d'endurance et remporte pour la 17e fois les 24 Heures du Mans avec un doublé de la 919 Hybrid face aux Audi, après une course impeccable sans le moindre problème mécanique. Les courses suivantes seront tout autant couronnées de succès, et Porsche remporte le championnat constructeur après les 6 Heures de Shanghai en novembre 2015. Il s'agit du treizième titre constructeur en championnat du monde d'endurance pour Porsche, qui ne l'avait pas remporté depuis 1986. Un an après être revenu en LMP1, c'est donc un succès total en endurance pour la marque allemande.
L'année suivante en 2016, Porsche remporte une nouvelle fois les 24 Heures du Mans avec la 919 no 2, en s'imposant miraculeusement face à la Toyota no 5 victime d'une panne qui l'obligea à s'arrêter à seulement trois minutes de la fin de la course. C'est donc une 18e victoire que signe Porsche aux 24 Heures du Mans, la deuxième consécutive depuis leur retour. Le constructeur remporte finalement six des neuf manches du championnat et remporte le championnat constructeur après les 6 Heures de Shanghai.
Un an après, le 18 juin 2017, Porsche remporte pour la 3e fois consécutive et pour la 19e fois de son histoire les 24 Heures du Mans. Le 27 juillet 2017, Porsche met un terme à son engagement en endurance à la fin de la saison 2017.

## Direction de l'entreprise
| Portrait                                                            | Identité                          | Période      | Période        | Durée             |
| Portrait                                                            | Identité                          | Début        | Fin            | Durée             |
| ------------------------------------------------------------------- | --------------------------------- | ------------ | -------------- | ----------------- |
| Ferry Porsche, 13 octobre 2014.                                     | Ferry Porsche (1909 - 1998)       | 1944         | 1972           | 28 ans            |
| Pas de portrait sous licence libre disponible pour Ernst Fuhrmann.  | Ernst Fuhrmann (en) (1918 - 1995) | 1972         | 1980           | 8 ans             |
| Peter W. Schutz                                                     | Peter W. Schutz (1930 - 2017)     | 1981         | 1987           | 6 ans             |
| Pas de portrait sous licence libre disponible pour Heinz Branitzki. | Heinz Branitzki (d) (1929 - 2016) | 1988         | 1990           | 2 ans             |
| Pas de portrait sous licence libre disponible pour Arno Bohn.       | Arno Bohn (d) (né en 1947)        | 1990         | 1992           | 2 ans             |
| Wendelin Wiedeking, 25 mai 2017.                                    | Wendelin Wiedeking (né en 1952)   | août 1993    | juillet 2009   | 15 ans et 11 mois |
| Pas de portrait sous licence libre disponible pour Michael Macht.   | Michael Macht (en) (né en 1960)   | 2009         | 2010           | 1 an              |
| Matthias Müller                                                     | Matthias Müller (né en 1953)      | octobre 2010 | septembre 2015 | 4 ans et 11 mois  |
| Oliver Blume, 23 mai 2013.                                          | Oliver Blume (né en 1968)         | 2015         | En cours       | 10 ans            |

| Portrait                             | Identité                      | Période      | Période | Durée |
| Portrait                             | Identité                      | Début        | Fin     | Durée |
| ------------------------------------ | ----------------------------- | ------------ | ------- | ----- |
| Wolfgang Porsche, 12 septembre 2017. | Wolfgang Porsche (né en 1943) | janvier 2007 |         |       |

## Conseil
Porsche a fourni un service de conseil pour de nombreuses marques comme Studebaker, RUF Automobile GmbH, Seat, Daewoo, Mercedes-Benz, Peugeot, Lada, Audi et Subaru, ainsi qu'à l'origine de la renaissance d'Harley-Davidson.

## Usines et logistique
Les modèles Cayenne, Macan et Panamera sont assemblés dans une nouvelle usine à Leipzig où l'a été la supercar Carrera GT. Les modèles 911 et Boxster sont assemblés dans l'usine de Zuffenhausen, et les Cayman et une partie des Boxster sont assemblés en Allemagne dans l'ancienne usine Karmann (laquelle appartient depuis mars 2011 au groupe VW, sous le nom de « Volkswagen Osnabrück GmbH »).
La quasi-totalité de ses approvisionnements et de ses livraisons passe par le chemin de fer.

## Chiffres de vente
En 1993, les ventes de Porsche s'établissent à 14 362 véhicules. 20 ans plus tard, en 2013, les ventes sont multipliées par 11 et s'élèvent à environ 162 000 véhicules, en hausse de 15 % par rapport à 2012. Puis 10 ans plus tard, les ventes s'élèveront à environ 320 000 véhicules soit une hausse de 93% par rapport à 2013. En 2023, la Porsche 911 est la voiture de sport la plus vendue de France. 
| Années | Ventes annuelles mondiales de Porsche | Ventes annuelles mondiales de Porsche | Ventes annuelles mondiales de Porsche | Ventes annuelles mondiales de Porsche | Ventes annuelles mondiales de Porsche | Ventes annuelles mondiales de Porsche | Ventes annuelles mondiales de Porsche | Ventes annuelles mondiales de Porsche | Ventes annuelles mondiales de Porsche | Ventes annuelles mondiales de Porsche | Ventes annuelles mondiales de Porsche | Ventes annuelles mondiales de Porsche | Ventes annuelles mondiales de Porsche | Ventes annuelles mondiales de Porsche | Ventes annuelles mondiales de Porsche | Ventes annuelles mondiales de Porsche | Ventes annuelles mondiales de Porsche | Ventes annuelles mondiales de Porsche | Ventes annuelles mondiales de Porsche | Ventes annuelles mondiales de Porsche | Ventes annuelles mondiales de Porsche | Ventes annuelles mondiales de Porsche | Ventes annuelles mondiales de Porsche | Ventes annuelles mondiales de Porsche | Ventes annuelles mondiales de Porsche | Ventes annuelles mondiales de Porsche | Ventes annuelles mondiales de Porsche | Ventes annuelles mondiales de Porsche | Ventes annuelles mondiales de Porsche | Ventes annuelles mondiales de Porsche | Ventes annuelles mondiales de Porsche | Ventes annuelles mondiales de Porsche | Ventes annuelles mondiales de Porsche | Ventes annuelles mondiales de Porsche | Ventes annuelles mondiales de Porsche | Ventes annuelles mondiales de Porsche | Ventes annuelles mondiales de Porsche | Ventes annuelles mondiales de Porsche | Ventes annuelles mondiales de Porsche | Ventes annuelles mondiales de Porsche | Ventes annuelles mondiales de Porsche | Ventes annuelles mondiales de Porsche | Ventes annuelles mondiales de Porsche | Ventes annuelles mondiales de Porsche | Ventes annuelles mondiales de Porsche | Ventes annuelles mondiales de Porsche | Ventes annuelles mondiales de Porsche | Ventes annuelles mondiales de Porsche | Ventes annuelles mondiales de Porsche | Ventes annuelles mondiales de Porsche | Ventes annuelles mondiales de Porsche | Ventes annuelles mondiales de Porsche | Ventes annuelles mondiales de Porsche | Ventes annuelles mondiales de Porsche | Ventes annuelles mondiales de Porsche | Ventes annuelles mondiales de Porsche | Ventes annuelles mondiales de Porsche | Ventes annuelles mondiales de Porsche | Ventes annuelles mondiales de Porsche | Ventes annuelles mondiales de Porsche | Ventes annuelles mondiales de Porsche | Ventes annuelles mondiales de Porsche | Ventes annuelles mondiales de Porsche | Ventes annuelles mondiales de Porsche | Ventes annuelles mondiales de Porsche | Ventes annuelles mondiales de Porsche | Ventes annuelles mondiales de Porsche | Ventes annuelles mondiales de Porsche | Ventes annuelles mondiales de Porsche | Ventes annuelles mondiales de Porsche | Ventes annuelles mondiales de Porsche | Ventes annuelles mondiales de Porsche | Ventes annuelles mondiales de Porsche | Ventes annuelles mondiales de Porsche | Ventes annuelles mondiales de Porsche | Ventes annuelles mondiales de Porsche | Ventes annuelles mondiales de Porsche | Ventes annuelles mondiales de Porsche | Ventes annuelles mondiales de Porsche | Ventes annuelles mondiales de Porsche | Ventes annuelles mondiales de Porsche | Ventes annuelles mondiales de Porsche | Ventes annuelles mondiales de Porsche | Ventes annuelles mondiales de Porsche | Ventes annuelles mondiales de Porsche | Ventes annuelles mondiales de Porsche | Ventes annuelles mondiales de Porsche | Ventes annuelles mondiales de Porsche | Ventes annuelles mondiales de Porsche | Ventes annuelles mondiales de Porsche | Ventes annuelles mondiales de Porsche | Ventes annuelles mondiales de Porsche | Ventes annuelles mondiales de Porsche | Ventes annuelles mondiales de Porsche | Ventes annuelles mondiales de Porsche | Ventes annuelles mondiales de Porsche | Ventes annuelles mondiales de Porsche | Ventes annuelles mondiales de Porsche | Ventes annuelles mondiales de Porsche | Ventes annuelles mondiales de Porsche | Ventes annuelles mondiales de Porsche | Ventes annuelles mondiales de Porsche | Ventes annuelles mondiales de Porsche | Ventes annuelles mondiales de Porsche | Ventes annuelles mondiales de Porsche | Ventes annuelles mondiales de Porsche | Ventes annuelles mondiales de Porsche | Ventes annuelles mondiales de Porsche | Ventes annuelles mondiales de Porsche | Ventes annuelles mondiales de Porsche | Ventes annuelles mondiales de Porsche | Ventes annuelles mondiales de Porsche | Ventes annuelles mondiales de Porsche | Ventes annuelles mondiales de Porsche | Ventes annuelles mondiales de Porsche | Ventes annuelles mondiales de Porsche | Ventes annuelles mondiales de Porsche | Ventes annuelles mondiales de Porsche | Ventes annuelles mondiales de Porsche | Ventes annuelles mondiales de Porsche | Ventes annuelles mondiales de Porsche | Ventes annuelles mondiales de Porsche | Ventes annuelles mondiales de Porsche | Ventes annuelles mondiales de Porsche | Ventes annuelles mondiales de Porsche | Ventes annuelles mondiales de Porsche | Ventes annuelles mondiales de Porsche | Ventes annuelles mondiales de Porsche | Ventes annuelles mondiales de Porsche | Ventes annuelles mondiales de Porsche |         |
| Années | 60                                    |                                       |                                       |                                       |                                       |                                       |                                       |                                       |                                       |                                       | 80                                    |                                       |                                       |                                       |                                       |                                       |                                       |                                       |                                       |                                       | 100                                   |                                       |                                       |                                       |                                       |                                       |                                       |                                       |                                       |                                       | 120                                   |                                       |                                       |                                       |                                       |                                       |                                       |                                       |                                       |                                       | 140                                   |                                       |                                       |                                       |                                       |                                       |                                       |                                       |                                       |                                       | 160                                   |                                       |                                       |                                       |                                       |                                       |                                       |                                       |                                       |                                       | 180                                   |                                       |                                       |                                       |                                       |                                       |                                       |                                       |                                       |                                       | 200                                   |                                       |                                       |                                       |                                       |                                       |                                       |                                       |                                       |                                       | 220                                   |                                       |                                       |                                       |                                       |                                       |                                       |                                       |                                       |                                       | 240                                   |                                       |                                       |                                       |                                       |                                       |                                       |                                       |                                       |                                       | 260                                   |                                       |                                       |                                       |                                       |                                       |                                       |                                       |                                       |                                       | 280                                   |                                       |                                       |                                       |                                       |                                       |                                       |                                       |                                       |                                       | 300                                   |                                       |                                       |                                       |                                       |                                       |                                       |                                       |                                       |                                       |         |
| ------ | ------------------------------------- | ------------------------------------- | ------------------------------------- | ------------------------------------- | ------------------------------------- | ------------------------------------- | ------------------------------------- | ------------------------------------- | ------------------------------------- | ------------------------------------- | ------------------------------------- | ------------------------------------- | ------------------------------------- | ------------------------------------- | ------------------------------------- | ------------------------------------- | ------------------------------------- | ------------------------------------- | ------------------------------------- | ------------------------------------- | ------------------------------------- | ------------------------------------- | ------------------------------------- | ------------------------------------- | ------------------------------------- | ------------------------------------- | ------------------------------------- | ------------------------------------- | ------------------------------------- | ------------------------------------- | ------------------------------------- | ------------------------------------- | ------------------------------------- | ------------------------------------- | ------------------------------------- | ------------------------------------- | ------------------------------------- | ------------------------------------- | ------------------------------------- | ------------------------------------- | ------------------------------------- | ------------------------------------- | ------------------------------------- | ------------------------------------- | ------------------------------------- | ------------------------------------- | ------------------------------------- | ------------------------------------- | ------------------------------------- | ------------------------------------- | ------------------------------------- | ------------------------------------- | ------------------------------------- | ------------------------------------- | ------------------------------------- | ------------------------------------- | ------------------------------------- | ------------------------------------- | ------------------------------------- | ------------------------------------- | ------------------------------------- | ------------------------------------- | ------------------------------------- | ------------------------------------- | ------------------------------------- | ------------------------------------- | ------------------------------------- | ------------------------------------- | ------------------------------------- | ------------------------------------- | ------------------------------------- | ------------------------------------- | ------------------------------------- | ------------------------------------- | ------------------------------------- | ------------------------------------- | ------------------------------------- | ------------------------------------- | ------------------------------------- | ------------------------------------- | ------------------------------------- | ------------------------------------- | ------------------------------------- | ------------------------------------- | ------------------------------------- | ------------------------------------- | ------------------------------------- | ------------------------------------- | ------------------------------------- | ------------------------------------- | ------------------------------------- | ------------------------------------- | ------------------------------------- | ------------------------------------- | ------------------------------------- | ------------------------------------- | ------------------------------------- | ------------------------------------- | ------------------------------------- | ------------------------------------- | ------------------------------------- | ------------------------------------- | ------------------------------------- | ------------------------------------- | ------------------------------------- | ------------------------------------- | ------------------------------------- | ------------------------------------- | ------------------------------------- | ------------------------------------- | ------------------------------------- | ------------------------------------- | ------------------------------------- | ------------------------------------- | ------------------------------------- | ------------------------------------- | ------------------------------------- | ------------------------------------- | ------------------------------------- | ------------------------------------- | ------------------------------------- | ------------------------------------- | ------------------------------------- | ------------------------------------- | ------------------------------------- | ------------------------------------- | ------------------------------------- | ------------------------------------- | ------------------------------------- | ------------------------------------- | ------- |
| 2003   | 71 141                                | 71 141                                | 71 141                                | 71 141                                | 71 141                                | 71 141                                |                                       |                                       |                                       |                                       |                                       |                                       |                                       |                                       |                                       |                                       |                                       |                                       |                                       |                                       |                                       |                                       |                                       |                                       |                                       |                                       |                                       |                                       |                                       |                                       |                                       |                                       |                                       |                                       |                                       |                                       |                                       |                                       |                                       |                                       |                                       |                                       |                                       |                                       |                                       |                                       |                                       |                                       |                                       |                                       |                                       |                                       |                                       |                                       |                                       |                                       |                                       |                                       |                                       |                                       |                                       |                                       |                                       |                                       |                                       |                                       |                                       |                                       |                                       |                                       |                                       |                                       |                                       |                                       |                                       |                                       |                                       |                                       |                                       |                                       |                                       |                                       |                                       |                                       |                                       |                                       |                                       |                                       |                                       |                                       |                                       |                                       |                                       |                                       |                                       |                                       |                                       |                                       |                                       |                                       |                                       |                                       |                                       |                                       |                                       |                                       |                                       |                                       |                                       |                                       |                                       |                                       |                                       |                                       |                                       |                                       |                                       |                                       |                                       |                                       |                                       |                                       |                                       |                                       |                                       |                                       |                                       |                                       |                                       |                                       |         |
| 2004   | 81 542                                | 81 542                                | 81 542                                | 81 542                                | 81 542                                | 81 542                                | 81 542                                | 81 542                                | 81 542                                | 81 542                                | 81 542                                |                                       |                                       |                                       |                                       |                                       |                                       |                                       |                                       |                                       |                                       |                                       |                                       |                                       |                                       |                                       |                                       |                                       |                                       |                                       |                                       |                                       |                                       |                                       |                                       |                                       |                                       |                                       |                                       |                                       |                                       |                                       |                                       |                                       |                                       |                                       |                                       |                                       |                                       |                                       |                                       |                                       |                                       |                                       |                                       |                                       |                                       |                                       |                                       |                                       |                                       |                                       |                                       |                                       |                                       |                                       |                                       |                                       |                                       |                                       |                                       |                                       |                                       |                                       |                                       |                                       |                                       |                                       |                                       |                                       |                                       |                                       |                                       |                                       |                                       |                                       |                                       |                                       |                                       |                                       |                                       |                                       |                                       |                                       |                                       |                                       |                                       |                                       |                                       |                                       |                                       |                                       |                                       |                                       |                                       |                                       |                                       |                                       |                                       |                                       |                                       |                                       |                                       |                                       |                                       |                                       |                                       |                                       |                                       |                                       |                                       |                                       |                                       |                                       |                                       |                                       |                                       |                                       |                                       |                                       |         |
| 2005   | 90 411                                | 90 411                                | 90 411                                | 90 411                                | 90 411                                | 90 411                                | 90 411                                | 90 411                                | 90 411                                | 90 411                                | 90 411                                | 90 411                                | 90 411                                | 90 411                                | 90 411                                |                                       |                                       |                                       |                                       |                                       |                                       |                                       |                                       |                                       |                                       |                                       |                                       |                                       |                                       |                                       |                                       |                                       |                                       |                                       |                                       |                                       |                                       |                                       |                                       |                                       |                                       |                                       |                                       |                                       |                                       |                                       |                                       |                                       |                                       |                                       |                                       |                                       |                                       |                                       |                                       |                                       |                                       |                                       |                                       |                                       |                                       |                                       |                                       |                                       |                                       |                                       |                                       |                                       |                                       |                                       |                                       |                                       |                                       |                                       |                                       |                                       |                                       |                                       |                                       |                                       |                                       |                                       |                                       |                                       |                                       |                                       |                                       |                                       |                                       |                                       |                                       |                                       |                                       |                                       |                                       |                                       |                                       |                                       |                                       |                                       |                                       |                                       |                                       |                                       |                                       |                                       |                                       |                                       |                                       |                                       |                                       |                                       |                                       |                                       |                                       |                                       |                                       |                                       |                                       |                                       |                                       |                                       |                                       |                                       |                                       |                                       |                                       |                                       |                                       |                                       |         |
| 2006   | 95 919                                | 95 919                                | 95 919                                | 95 919                                | 95 919                                | 95 919                                | 95 919                                | 95 919                                | 95 919                                | 95 919                                | 95 919                                | 95 919                                | 95 919                                | 95 919                                | 95 919                                | 95 919                                | 95 919                                |                                       |                                       |                                       |                                       |                                       |                                       |                                       |                                       |                                       |                                       |                                       |                                       |                                       |                                       |                                       |                                       |                                       |                                       |                                       |                                       |                                       |                                       |                                       |                                       |                                       |                                       |                                       |                                       |                                       |                                       |                                       |                                       |                                       |                                       |                                       |                                       |                                       |                                       |                                       |                                       |                                       |                                       |                                       |                                       |                                       |                                       |                                       |                                       |                                       |                                       |                                       |                                       |                                       |                                       |                                       |                                       |                                       |                                       |                                       |                                       |                                       |                                       |                                       |                                       |                                       |                                       |                                       |                                       |                                       |                                       |                                       |                                       |                                       |                                       |                                       |                                       |                                       |                                       |                                       |                                       |                                       |                                       |                                       |                                       |                                       |                                       |                                       |                                       |                                       |                                       |                                       |                                       |                                       |                                       |                                       |                                       |                                       |                                       |                                       |                                       |                                       |                                       |                                       |                                       |                                       |                                       |                                       |                                       |                                       |                                       |                                       |                                       |                                       |         |
| 2007   | 103 405                               | 103 405                               | 103 405                               | 103 405                               | 103 405                               | 103 405                               | 103 405                               | 103 405                               | 103 405                               | 103 405                               | 103 405                               | 103 405                               | 103 405                               | 103 405                               | 103 405                               | 103 405                               | 103 405                               | 103 405                               | 103 405                               | 103 405                               | 103 405                               | 103 405                               |                                       |                                       |                                       |                                       |                                       |                                       |                                       |                                       |                                       |                                       |                                       |                                       |                                       |                                       |                                       |                                       |                                       |                                       |                                       |                                       |                                       |                                       |                                       |                                       |                                       |                                       |                                       |                                       |                                       |                                       |                                       |                                       |                                       |                                       |                                       |                                       |                                       |                                       |                                       |                                       |                                       |                                       |                                       |                                       |                                       |                                       |                                       |                                       |                                       |                                       |                                       |                                       |                                       |                                       |                                       |                                       |                                       |                                       |                                       |                                       |                                       |                                       |                                       |                                       |                                       |                                       |                                       |                                       |                                       |                                       |                                       |                                       |                                       |                                       |                                       |                                       |                                       |                                       |                                       |                                       |                                       |                                       |                                       |                                       |                                       |                                       |                                       |                                       |                                       |                                       |                                       |                                       |                                       |                                       |                                       |                                       |                                       |                                       |                                       |                                       |                                       |                                       |                                       |                                       |                                       |                                       |                                       |                                       |         |
| 2008   | 88 935                                | 88 935                                | 88 935                                | 88 935                                | 88 935                                | 88 935                                | 88 935                                | 88 935                                | 88 935                                | 88 935                                | 88 935                                | 88 935                                | 88 935                                | 88 935                                | 88 935                                |                                       |                                       |                                       |                                       |                                       |                                       |                                       |                                       |                                       |                                       |                                       |                                       |                                       |                                       |                                       |                                       |                                       |                                       |                                       |                                       |                                       |                                       |                                       |                                       |                                       |                                       |                                       |                                       |                                       |                                       |                                       |                                       |                                       |                                       |                                       |                                       |                                       |                                       |                                       |                                       |                                       |                                       |                                       |                                       |                                       |                                       |                                       |                                       |                                       |                                       |                                       |                                       |                                       |                                       |                                       |                                       |                                       |                                       |                                       |                                       |                                       |                                       |                                       |                                       |                                       |                                       |                                       |                                       |                                       |                                       |                                       |                                       |                                       |                                       |                                       |                                       |                                       |                                       |                                       |                                       |                                       |                                       |                                       |                                       |                                       |                                       |                                       |                                       |                                       |                                       |                                       |                                       |                                       |                                       |                                       |                                       |                                       |                                       |                                       |                                       |                                       |                                       |                                       |                                       |                                       |                                       |                                       |                                       |                                       |                                       |                                       |                                       |                                       |                                       |                                       |         |
| 2009   | 76 731                                | 76 731                                | 76 731                                | 76 731                                | 76 731                                | 76 731                                | 76 731                                | 76 731                                | 76 731                                |                                       |                                       |                                       |                                       |                                       |                                       |                                       |                                       |                                       |                                       |                                       |                                       |                                       |                                       |                                       |                                       |                                       |                                       |                                       |                                       |                                       |                                       |                                       |                                       |                                       |                                       |                                       |                                       |                                       |                                       |                                       |                                       |                                       |                                       |                                       |                                       |                                       |                                       |                                       |                                       |                                       |                                       |                                       |                                       |                                       |                                       |                                       |                                       |                                       |                                       |                                       |                                       |                                       |                                       |                                       |                                       |                                       |                                       |                                       |                                       |                                       |                                       |                                       |                                       |                                       |                                       |                                       |                                       |                                       |                                       |                                       |                                       |                                       |                                       |                                       |                                       |                                       |                                       |                                       |                                       |                                       |                                       |                                       |                                       |                                       |                                       |                                       |                                       |                                       |                                       |                                       |                                       |                                       |                                       |                                       |                                       |                                       |                                       |                                       |                                       |                                       |                                       |                                       |                                       |                                       |                                       |                                       |                                       |                                       |                                       |                                       |                                       |                                       |                                       |                                       |                                       |                                       |                                       |                                       |                                       |                                       |         |
| 2010   | 97 273                                | 97 273                                | 97 273                                | 97 273                                | 97 273                                | 97 273                                | 97 273                                | 97 273                                | 97 273                                | 97 273                                | 97 273                                | 97 273                                | 97 273                                | 97 273                                | 97 273                                | 97 273                                | 97 273                                | 97 273                                | 97 273                                | 97 273                                |                                       |                                       |                                       |                                       |                                       |                                       |                                       |                                       |                                       |                                       |                                       |                                       |                                       |                                       |                                       |                                       |                                       |                                       |                                       |                                       |                                       |                                       |                                       |                                       |                                       |                                       |                                       |                                       |                                       |                                       |                                       |                                       |                                       |                                       |                                       |                                       |                                       |                                       |                                       |                                       |                                       |                                       |                                       |                                       |                                       |                                       |                                       |                                       |                                       |                                       |                                       |                                       |                                       |                                       |                                       |                                       |                                       |                                       |                                       |                                       |                                       |                                       |                                       |                                       |                                       |                                       |                                       |                                       |                                       |                                       |                                       |                                       |                                       |                                       |                                       |                                       |                                       |                                       |                                       |                                       |                                       |                                       |                                       |                                       |                                       |                                       |                                       |                                       |                                       |                                       |                                       |                                       |                                       |                                       |                                       |                                       |                                       |                                       |                                       |                                       |                                       |                                       |                                       |                                       |                                       |                                       |                                       |                                       |                                       |                                       |         |
| 2011   | 118 868                               | 118 868                               | 118 868                               | 118 868                               | 118 868                               | 118 868                               | 118 868                               | 118 868                               | 118 868                               | 118 868                               | 118 868                               | 118 868                               | 118 868                               | 118 868                               | 118 868                               | 118 868                               | 118 868                               | 118 868                               | 118 868                               | 118 868                               | 118 868                               | 118 868                               | 118 868                               | 118 868                               | 118 868                               | 118 868                               | 118 868                               | 118 868                               | 118 868                               | 118 868                               |                                       |                                       |                                       |                                       |                                       |                                       |                                       |                                       |                                       |                                       |                                       |                                       |                                       |                                       |                                       |                                       |                                       |                                       |                                       |                                       |                                       |                                       |                                       |                                       |                                       |                                       |                                       |                                       |                                       |                                       |                                       |                                       |                                       |                                       |                                       |                                       |                                       |                                       |                                       |                                       |                                       |                                       |                                       |                                       |                                       |                                       |                                       |                                       |                                       |                                       |                                       |                                       |                                       |                                       |                                       |                                       |                                       |                                       |                                       |                                       |                                       |                                       |                                       |                                       |                                       |                                       |                                       |                                       |                                       |                                       |                                       |                                       |                                       |                                       |                                       |                                       |                                       |                                       |                                       |                                       |                                       |                                       |                                       |                                       |                                       |                                       |                                       |                                       |                                       |                                       |                                       |                                       |                                       |                                       |                                       |                                       |                                       |                                       |                                       |                                       |         |
| 2012   | 141 105                               | 141 105                               | 141 105                               | 141 105                               | 141 105                               | 141 105                               | 141 105                               | 141 105                               | 141 105                               | 141 105                               | 141 105                               | 141 105                               | 141 105                               | 141 105                               | 141 105                               | 141 105                               | 141 105                               | 141 105                               | 141 105                               | 141 105                               | 141 105                               | 141 105                               | 141 105                               | 141 105                               | 141 105                               | 141 105                               | 141 105                               | 141 105                               | 141 105                               | 141 105                               | 141 105                               | 141 105                               | 141 105                               | 141 105                               | 141 105                               | 141 105                               | 141 105                               | 141 105                               | 141 105                               | 141 105                               | 141 105                               |                                       |                                       |                                       |                                       |                                       |                                       |                                       |                                       |                                       |                                       |                                       |                                       |                                       |                                       |                                       |                                       |                                       |                                       |                                       |                                       |                                       |                                       |                                       |                                       |                                       |                                       |                                       |                                       |                                       |                                       |                                       |                                       |                                       |                                       |                                       |                                       |                                       |                                       |                                       |                                       |                                       |                                       |                                       |                                       |                                       |                                       |                                       |                                       |                                       |                                       |                                       |                                       |                                       |                                       |                                       |                                       |                                       |                                       |                                       |                                       |                                       |                                       |                                       |                                       |                                       |                                       |                                       |                                       |                                       |                                       |                                       |                                       |                                       |                                       |                                       |                                       |                                       |                                       |                                       |                                       |                                       |                                       |                                       |                                       |                                       |                                       |                                       |                                       |                                       |         |
| 2013   | 162 145                               | 162 145                               | 162 145                               | 162 145                               | 162 145                               | 162 145                               | 162 145                               | 162 145                               | 162 145                               | 162 145                               | 162 145                               | 162 145                               | 162 145                               | 162 145                               | 162 145                               | 162 145                               | 162 145                               | 162 145                               | 162 145                               | 162 145                               | 162 145                               | 162 145                               | 162 145                               | 162 145                               | 162 145                               | 162 145                               | 162 145                               | 162 145                               | 162 145                               | 162 145                               | 162 145                               | 162 145                               | 162 145                               | 162 145                               | 162 145                               | 162 145                               | 162 145                               | 162 145                               | 162 145                               | 162 145                               | 162 145                               | 162 145                               | 162 145                               | 162 145                               | 162 145                               | 162 145                               | 162 145                               | 162 145                               | 162 145                               | 162 145                               | 162 145                               | 162 145                               |                                       |                                       |                                       |                                       |                                       |                                       |                                       |                                       |                                       |                                       |                                       |                                       |                                       |                                       |                                       |                                       |                                       |                                       |                                       |                                       |                                       |                                       |                                       |                                       |                                       |                                       |                                       |                                       |                                       |                                       |                                       |                                       |                                       |                                       |                                       |                                       |                                       |                                       |                                       |                                       |                                       |                                       |                                       |                                       |                                       |                                       |                                       |                                       |                                       |                                       |                                       |                                       |                                       |                                       |                                       |                                       |                                       |                                       |                                       |                                       |                                       |                                       |                                       |                                       |                                       |                                       |                                       |                                       |                                       |                                       |                                       |                                       |                                       |                                       |                                       |                                       |                                       |                                       |         |
| 2014   | 189 849                               | 189 849                               | 189 849                               | 189 849                               | 189 849                               | 189 849                               | 189 849                               | 189 849                               | 189 849                               | 189 849                               | 189 849                               | 189 849                               | 189 849                               | 189 849                               | 189 849                               | 189 849                               | 189 849                               | 189 849                               | 189 849                               | 189 849                               | 189 849                               | 189 849                               | 189 849                               | 189 849                               | 189 849                               | 189 849                               | 189 849                               | 189 849                               | 189 849                               | 189 849                               | 189 849                               | 189 849                               | 189 849                               | 189 849                               | 189 849                               | 189 849                               | 189 849                               | 189 849                               | 189 849                               | 189 849                               | 189 849                               | 189 849                               | 189 849                               | 189 849                               | 189 849                               | 189 849                               | 189 849                               | 189 849                               | 189 849                               | 189 849                               | 189 849                               | 189 849                               | 189 849                               | 189 849                               | 189 849                               | 189 849                               | 189 849                               | 189 849                               | 189 849                               | 189 849                               | 189 849                               | 189 849                               | 189 849                               | 189 849                               | 189 849                               |                                       |                                       |                                       |                                       |                                       |                                       |                                       |                                       |                                       |                                       |                                       |                                       |                                       |                                       |                                       |                                       |                                       |                                       |                                       |                                       |                                       |                                       |                                       |                                       |                                       |                                       |                                       |                                       |                                       |                                       |                                       |                                       |                                       |                                       |                                       |                                       |                                       |                                       |                                       |                                       |                                       |                                       |                                       |                                       |                                       |                                       |                                       |                                       |                                       |                                       |                                       |                                       |                                       |                                       |                                       |                                       |                                       |                                       |                                       |                                       |                                       |                                       |                                       |                                       |                                       |         |
| 2015   | 225 121                               | 225 121                               | 225 121                               | 225 121                               | 225 121                               | 225 121                               | 225 121                               | 225 121                               | 225 121                               | 225 121                               | 225 121                               | 225 121                               | 225 121                               | 225 121                               | 225 121                               | 225 121                               | 225 121                               | 225 121                               | 225 121                               | 225 121                               | 225 121                               | 225 121                               | 225 121                               | 225 121                               | 225 121                               | 225 121                               | 225 121                               | 225 121                               | 225 121                               | 225 121                               | 225 121                               | 225 121                               | 225 121                               | 225 121                               | 225 121                               | 225 121                               | 225 121                               | 225 121                               | 225 121                               | 225 121                               | 225 121                               | 225 121                               | 225 121                               | 225 121                               | 225 121                               | 225 121                               | 225 121                               | 225 121                               | 225 121                               | 225 121                               | 225 121                               | 225 121                               | 225 121                               | 225 121                               | 225 121                               | 225 121                               | 225 121                               | 225 121                               | 225 121                               | 225 121                               | 225 121                               | 225 121                               | 225 121                               | 225 121                               | 225 121                               | 225 121                               | 225 121                               | 225 121                               | 225 121                               | 225 121                               | 225 121                               | 225 121                               | 225 121                               | 225 121                               | 225 121                               | 225 121                               | 225 121                               | 225 121                               | 225 121                               | 225 121                               | 225 121                               | 225 121                               | 225 121                               |                                       |                                       |                                       |                                       |                                       |                                       |                                       |                                       |                                       |                                       |                                       |                                       |                                       |                                       |                                       |                                       |                                       |                                       |                                       |                                       |                                       |                                       |                                       |                                       |                                       |                                       |                                       |                                       |                                       |                                       |                                       |                                       |                                       |                                       |                                       |                                       |                                       |                                       |                                       |                                       |                                       |                                       |                                       |                                       |                                       |                                       |                                       |         |
| 2016   | 237 778                               | 237 778                               | 237 778                               | 237 778                               | 237 778                               | 237 778                               | 237 778                               | 237 778                               | 237 778                               | 237 778                               | 237 778                               | 237 778                               | 237 778                               | 237 778                               | 237 778                               | 237 778                               | 237 778                               | 237 778                               | 237 778                               | 237 778                               | 237 778                               | 237 778                               | 237 778                               | 237 778                               | 237 778                               | 237 778                               | 237 778                               | 237 778                               | 237 778                               | 237 778                               | 237 778                               | 237 778                               | 237 778                               | 237 778                               | 237 778                               | 237 778                               | 237 778                               | 237 778                               | 237 778                               | 237 778                               | 237 778                               | 237 778                               | 237 778                               | 237 778                               | 237 778                               | 237 778                               | 237 778                               | 237 778                               | 237 778                               | 237 778                               | 237 778                               | 237 778                               | 237 778                               | 237 778                               | 237 778                               | 237 778                               | 237 778                               | 237 778                               | 237 778                               | 237 778                               | 237 778                               | 237 778                               | 237 778                               | 237 778                               | 237 778                               | 237 778                               | 237 778                               | 237 778                               | 237 778                               | 237 778                               | 237 778                               | 237 778                               | 237 778                               | 237 778                               | 237 778                               | 237 778                               | 237 778                               | 237 778                               | 237 778                               | 237 778                               | 237 778                               | 237 778                               | 237 778                               | 237 778                               | 237 778                               | 237 778                               | 237 778                               | 237 778                               | 237 778                               | 237 778                               |                                       |                                       |                                       |                                       |                                       |                                       |                                       |                                       |                                       |                                       |                                       |                                       |                                       |                                       |                                       |                                       |                                       |                                       |                                       |                                       |                                       |                                       |                                       |                                       |                                       |                                       |                                       |                                       |                                       |                                       |                                       |                                       |                                       |                                       |                                       |                                       |                                       |                                       |                                       |                                       |         |
| 2017   | 246 375                               | 246 375                               | 246 375                               | 246 375                               | 246 375                               | 246 375                               | 246 375                               | 246 375                               | 246 375                               | 246 375                               | 246 375                               | 246 375                               | 246 375                               | 246 375                               | 246 375                               | 246 375                               | 246 375                               | 246 375                               | 246 375                               | 246 375                               | 246 375                               | 246 375                               | 246 375                               | 246 375                               | 246 375                               | 246 375                               | 246 375                               | 246 375                               | 246 375                               | 246 375                               | 246 375                               | 246 375                               | 246 375                               | 246 375                               | 246 375                               | 246 375                               | 246 375                               | 246 375                               | 246 375                               | 246 375                               | 246 375                               | 246 375                               | 246 375                               | 246 375                               | 246 375                               | 246 375                               | 246 375                               | 246 375                               | 246 375                               | 246 375                               | 246 375                               | 246 375                               | 246 375                               | 246 375                               | 246 375                               | 246 375                               | 246 375                               | 246 375                               | 246 375                               | 246 375                               | 246 375                               | 246 375                               | 246 375                               | 246 375                               | 246 375                               | 246 375                               | 246 375                               | 246 375                               | 246 375                               | 246 375                               | 246 375                               | 246 375                               | 246 375                               | 246 375                               | 246 375                               | 246 375                               | 246 375                               | 246 375                               | 246 375                               | 246 375                               | 246 375                               | 246 375                               | 246 375                               | 246 375                               | 246 375                               | 246 375                               | 246 375                               | 246 375                               | 246 375                               | 246 375                               | 246 375                               | 246 375                               | 246 375                               | 246 375                               |                                       |                                       |                                       |                                       |                                       |                                       |                                       |                                       |                                       |                                       |                                       |                                       |                                       |                                       |                                       |                                       |                                       |                                       |                                       |                                       |                                       |                                       |                                       |                                       |                                       |                                       |                                       |                                       |                                       |                                       |                                       |                                       |                                       |                                       |                                       |                                       |         |
| 2018   | 256 255                               | 256 255                               | 256 255                               | 256 255                               | 256 255                               | 256 255                               | 256 255                               | 256 255                               | 256 255                               | 256 255                               | 256 255                               | 256 255                               | 256 255                               | 256 255                               | 256 255                               | 256 255                               | 256 255                               | 256 255                               | 256 255                               | 256 255                               | 256 255                               | 256 255                               | 256 255                               | 256 255                               | 256 255                               | 256 255                               | 256 255                               | 256 255                               | 256 255                               | 256 255                               | 256 255                               | 256 255                               | 256 255                               | 256 255                               | 256 255                               | 256 255                               | 256 255                               | 256 255                               | 256 255                               | 256 255                               | 256 255                               | 256 255                               | 256 255                               | 256 255                               | 256 255                               | 256 255                               | 256 255                               | 256 255                               | 256 255                               | 256 255                               | 256 255                               | 256 255                               | 256 255                               | 256 255                               | 256 255                               | 256 255                               | 256 255                               | 256 255                               | 256 255                               | 256 255                               | 256 255                               | 256 255                               | 256 255                               | 256 255                               | 256 255                               | 256 255                               | 256 255                               | 256 255                               | 256 255                               | 256 255                               | 256 255                               | 256 255                               | 256 255                               | 256 255                               | 256 255                               | 256 255                               | 256 255                               | 256 255                               | 256 255                               | 256 255                               | 256 255                               | 256 255                               | 256 255                               | 256 255                               | 256 255                               | 256 255                               | 256 255                               | 256 255                               | 256 255                               | 256 255                               | 256 255                               | 256 255                               | 256 255                               | 256 255                               | 256 255                               | 256 255                               | 256 255                               | 256 255                               | 256 255                               |                                       |                                       |                                       |                                       |                                       |                                       |                                       |                                       |                                       |                                       |                                       |                                       |                                       |                                       |                                       |                                       |                                       |                                       |                                       |                                       |                                       |                                       |                                       |                                       |                                       |                                       |                                       |                                       |                                       |                                       |                                       |         |
| 2019   | 280 800                               | 280 800                               | 280 800                               | 280 800                               | 280 800                               | 280 800                               | 280 800                               | 280 800                               | 280 800                               | 280 800                               | 280 800                               | 280 800                               | 280 800                               | 280 800                               | 280 800                               | 280 800                               | 280 800                               | 280 800                               | 280 800                               | 280 800                               | 280 800                               | 280 800                               | 280 800                               | 280 800                               | 280 800                               | 280 800                               | 280 800                               | 280 800                               | 280 800                               | 280 800                               | 280 800                               | 280 800                               | 280 800                               | 280 800                               | 280 800                               | 280 800                               | 280 800                               | 280 800                               | 280 800                               | 280 800                               | 280 800                               | 280 800                               | 280 800                               | 280 800                               | 280 800                               | 280 800                               | 280 800                               | 280 800                               | 280 800                               | 280 800                               | 280 800                               | 280 800                               | 280 800                               | 280 800                               | 280 800                               | 280 800                               | 280 800                               | 280 800                               | 280 800                               | 280 800                               | 280 800                               | 280 800                               | 280 800                               | 280 800                               | 280 800                               | 280 800                               | 280 800                               | 280 800                               | 280 800                               | 280 800                               | 280 800                               | 280 800                               | 280 800                               | 280 800                               | 280 800                               | 280 800                               | 280 800                               | 280 800                               | 280 800                               | 280 800                               | 280 800                               | 280 800                               | 280 800                               | 280 800                               | 280 800                               | 280 800                               | 280 800                               | 280 800                               | 280 800                               | 280 800                               | 280 800                               | 280 800                               | 280 800                               | 280 800                               | 280 800                               | 280 800                               | 280 800                               | 280 800                               | 280 800                               | 280 800                               | 280 800                               | 280 800                               | 280 800                               | 280 800                               | 280 800                               | 280 800                               | 280 800                               | 280 800                               | 280 800                               | 280 800                               | 280 800                               |                                       |                                       |                                       |                                       |                                       |                                       |                                       |                                       |                                       |                                       |                                       |                                       |                                       |                                       |                                       |                                       |                                       |                                       |                                       |         |
| 2020   | 272 162                               | 272 162                               | 272 162                               | 272 162                               | 272 162                               | 272 162                               | 272 162                               | 272 162                               | 272 162                               | 272 162                               | 272 162                               | 272 162                               | 272 162                               | 272 162                               | 272 162                               | 272 162                               | 272 162                               | 272 162                               | 272 162                               | 272 162                               | 272 162                               | 272 162                               | 272 162                               | 272 162                               | 272 162                               | 272 162                               | 272 162                               | 272 162                               | 272 162                               | 272 162                               | 272 162                               | 272 162                               | 272 162                               | 272 162                               | 272 162                               | 272 162                               | 272 162                               | 272 162                               | 272 162                               | 272 162                               | 272 162                               | 272 162                               | 272 162                               | 272 162                               | 272 162                               | 272 162                               | 272 162                               | 272 162                               | 272 162                               | 272 162                               | 272 162                               | 272 162                               | 272 162                               | 272 162                               | 272 162                               | 272 162                               | 272 162                               | 272 162                               | 272 162                               | 272 162                               | 272 162                               | 272 162                               | 272 162                               | 272 162                               | 272 162                               | 272 162                               | 272 162                               | 272 162                               | 272 162                               | 272 162                               | 272 162                               | 272 162                               | 272 162                               | 272 162                               | 272 162                               | 272 162                               | 272 162                               | 272 162                               | 272 162                               | 272 162                               | 272 162                               | 272 162                               | 272 162                               | 272 162                               | 272 162                               | 272 162                               | 272 162                               | 272 162                               | 272 162                               | 272 162                               | 272 162                               | 272 162                               | 272 162                               | 272 162                               | 272 162                               | 272 162                               | 272 162                               | 272 162                               | 272 162                               | 272 162                               | 272 162                               | 272 162                               | 272 162                               | 272 162                               | 272 162                               | 272 162                               | 272 162                               |                                       |                                       |                                       |                                       |                                       |                                       |                                       |                                       |                                       |                                       |                                       |                                       |                                       |                                       |                                       |                                       |                                       |                                       |                                       |                                       |                                       |                                       |                                       |         |
| 2021   | 301 915                               | 301 915                               | 301 915                               | 301 915                               | 301 915                               | 301 915                               | 301 915                               | 301 915                               | 301 915                               | 301 915                               | 301 915                               | 301 915                               | 301 915                               | 301 915                               | 301 915                               | 301 915                               | 301 915                               | 301 915                               | 301 915                               | 301 915                               | 301 915                               | 301 915                               | 301 915                               | 301 915                               | 301 915                               | 301 915                               | 301 915                               | 301 915                               | 301 915                               | 301 915                               | 301 915                               | 301 915                               | 301 915                               | 301 915                               | 301 915                               | 301 915                               | 301 915                               | 301 915                               | 301 915                               | 301 915                               | 301 915                               | 301 915                               | 301 915                               | 301 915                               | 301 915                               | 301 915                               | 301 915                               | 301 915                               | 301 915                               | 301 915                               | 301 915                               | 301 915                               | 301 915                               | 301 915                               | 301 915                               | 301 915                               | 301 915                               | 301 915                               | 301 915                               | 301 915                               | 301 915                               | 301 915                               | 301 915                               | 301 915                               | 301 915                               | 301 915                               | 301 915                               | 301 915                               | 301 915                               | 301 915                               | 301 915                               | 301 915                               | 301 915                               | 301 915                               | 301 915                               | 301 915                               | 301 915                               | 301 915                               | 301 915                               | 301 915                               | 301 915                               | 301 915                               | 301 915                               | 301 915                               | 301 915                               | 301 915                               | 301 915                               | 301 915                               | 301 915                               | 301 915                               | 301 915                               | 301 915                               | 301 915                               | 301 915                               | 301 915                               | 301 915                               | 301 915                               | 301 915                               | 301 915                               | 301 915                               | 301 915                               | 301 915                               | 301 915                               | 301 915                               | 301 915                               | 301 915                               | 301 915                               | 301 915                               | 301 915                               | 301 915                               | 301 915                               | 301 915                               | 301 915                               | 301 915                               | 301 915                               | 301 915                               | 301 915                               | 301 915                               | 301 915                               | 301 915                               | 301 915                               |                                       |                                       |                                       |                                       |                                       |                                       |                                       |                                       |                                       |         |
| 2022   | 309 884                               | 309 884                               | 309 884                               | 309 884                               | 309 884                               | 309 884                               | 309 884                               | 309 884                               | 309 884                               | 309 884                               | 309 884                               | 309 884                               | 309 884                               | 309 884                               | 309 884                               | 309 884                               | 309 884                               | 309 884                               | 309 884                               | 309 884                               | 309 884                               | 309 884                               | 309 884                               | 309 884                               | 309 884                               | 309 884                               | 309 884                               | 309 884                               | 309 884                               | 309 884                               | 309 884                               | 309 884                               | 309 884                               | 309 884                               | 309 884                               | 309 884                               | 309 884                               | 309 884                               | 309 884                               | 309 884                               | 309 884                               | 309 884                               | 309 884                               | 309 884                               | 309 884                               | 309 884                               | 309 884                               | 309 884                               | 309 884                               | 309 884                               | 309 884                               | 309 884                               | 309 884                               | 309 884                               | 309 884                               | 309 884                               | 309 884                               | 309 884                               | 309 884                               | 309 884                               | 309 884                               | 309 884                               | 309 884                               | 309 884                               | 309 884                               | 309 884                               | 309 884                               | 309 884                               | 309 884                               | 309 884                               | 309 884                               | 309 884                               | 309 884                               | 309 884                               | 309 884                               | 309 884                               | 309 884                               | 309 884                               | 309 884                               | 309 884                               | 309 884                               | 309 884                               | 309 884                               | 309 884                               | 309 884                               | 309 884                               | 309 884                               | 309 884                               | 309 884                               | 309 884                               | 309 884                               | 309 884                               | 309 884                               | 309 884                               | 309 884                               | 309 884                               | 309 884                               | 309 884                               | 309 884                               | 309 884                               | 309 884                               | 309 884                               | 309 884                               | 309 884                               | 309 884                               | 309 884                               | 309 884                               | 309 884                               | 309 884                               | 309 884                               | 309 884                               | 309 884                               | 309 884                               | 309 884                               | 309 884                               | 309 884                               | 309 884                               | 309 884                               | 309 884                               | 309 884                               | 309 884                               | 309 884                               | 309 884                               | 309 884                               | 309 884                               |                                       |                                       |                                       |                                       |                                       |         |
| 2023   | 320 221                               | 320 221                               | 320 221                               | 320 221                               | 320 221                               | 320 221                               | 320 221                               | 320 221                               | 320 221                               | 320 221                               | 320 221                               | 320 221                               | 320 221                               | 320 221                               | 320 221                               | 320 221                               | 320 221                               | 320 221                               | 320 221                               | 320 221                               | 320 221                               | 320 221                               | 320 221                               | 320 221                               | 320 221                               | 320 221                               | 320 221                               | 320 221                               | 320 221                               | 320 221                               | 320 221                               | 320 221                               | 320 221                               | 320 221                               | 320 221                               | 320 221                               | 320 221                               | 320 221                               | 320 221                               | 320 221                               | 320 221                               | 320 221                               | 320 221                               | 320 221                               | 320 221                               | 320 221                               | 320 221                               | 320 221                               | 320 221                               | 320 221                               | 320 221                               | 320 221                               | 320 221                               | 320 221                               | 320 221                               | 320 221                               | 320 221                               | 320 221                               | 320 221                               | 320 221                               | 320 221                               | 320 221                               | 320 221                               | 320 221                               | 320 221                               | 320 221                               | 320 221                               | 320 221                               | 320 221                               | 320 221                               | 320 221                               | 320 221                               | 320 221                               | 320 221                               | 320 221                               | 320 221                               | 320 221                               | 320 221                               | 320 221                               | 320 221                               | 320 221                               | 320 221                               | 320 221                               | 320 221                               | 320 221                               | 320 221                               | 320 221                               | 320 221                               | 320 221                               | 320 221                               | 320 221                               | 320 221                               | 320 221                               | 320 221                               | 320 221                               | 320 221                               | 320 221                               | 320 221                               | 320 221                               | 320 221                               | 320 221                               | 320 221                               | 320 221                               | 320 221                               | 320 221                               | 320 221                               | 320 221                               | 320 221                               | 320 221                               | 320 221                               | 320 221                               | 320 221                               | 320 221                               | 320 221                               | 320 221                               | 320 221                               | 320 221                               | 320 221                               | 320 221                               | 320 221                               | 320 221                               | 320 221                               | 320 221                               | 320 221                               | 320 221                               | 320 221                               | 320 221                               | 320 221                               | 320 221                               | 320 221                               | 320 221 |

## Logo
Le logo de Porsche est héraldique : il s'agit d'un écartelé des armoiries de la maison de Wurtemberg (bois de cerfs) avec celles de l'État libre populaire de Wurtemberg ; sur le tout se trouvent les armes de la ville de Stuttgart. Il a évolué six fois depuis la création de la marque, en 1954, 1963, 1973, 1994, 2008 et 2023.

Logo de Porsche.
Blason de Stuttgart.
Drapeau de l'État populaire libre de Wurtemberg.
Blason du Wurtemberg.

## Modèles

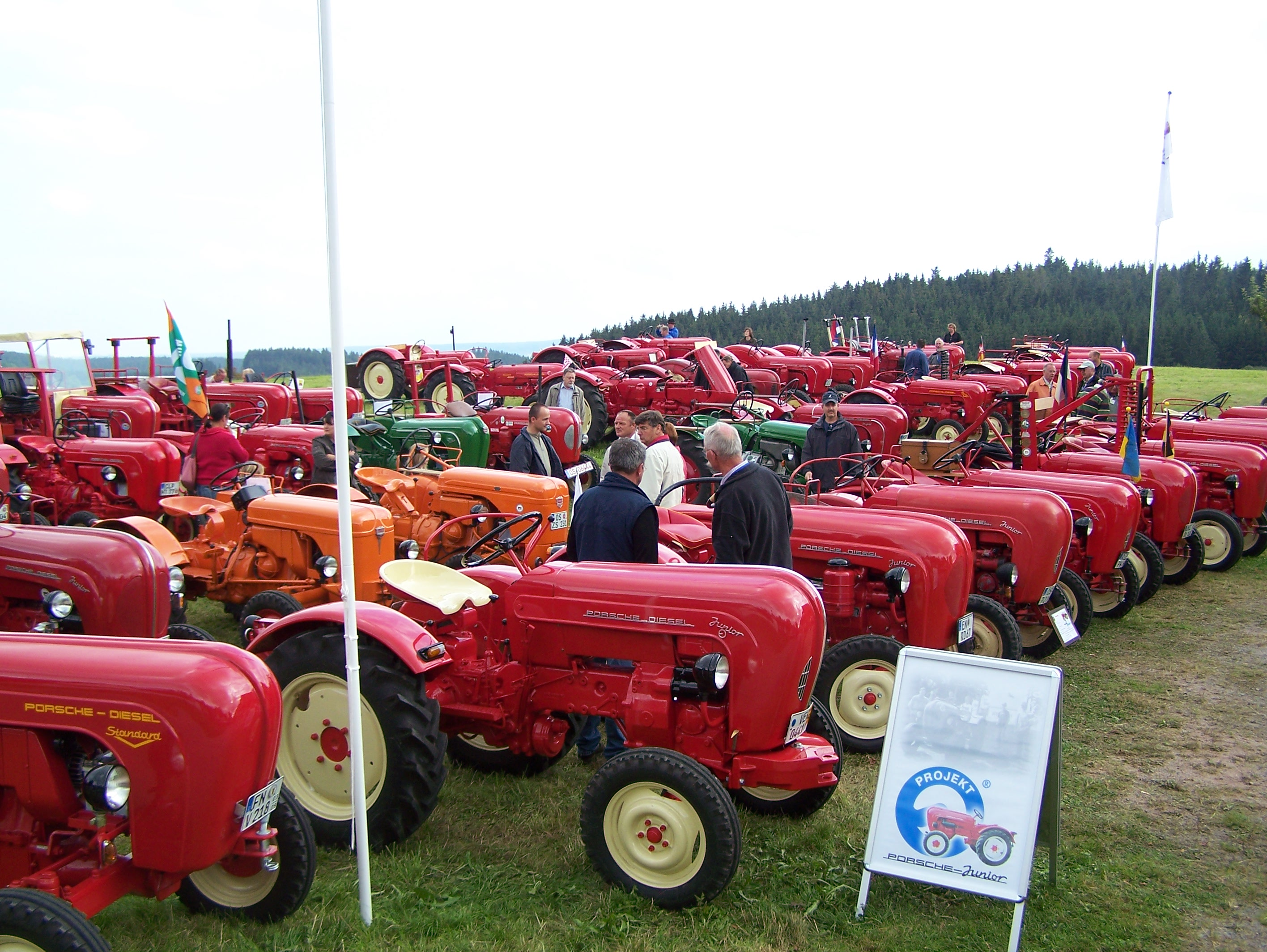
Tracteurs Porsche Junior.

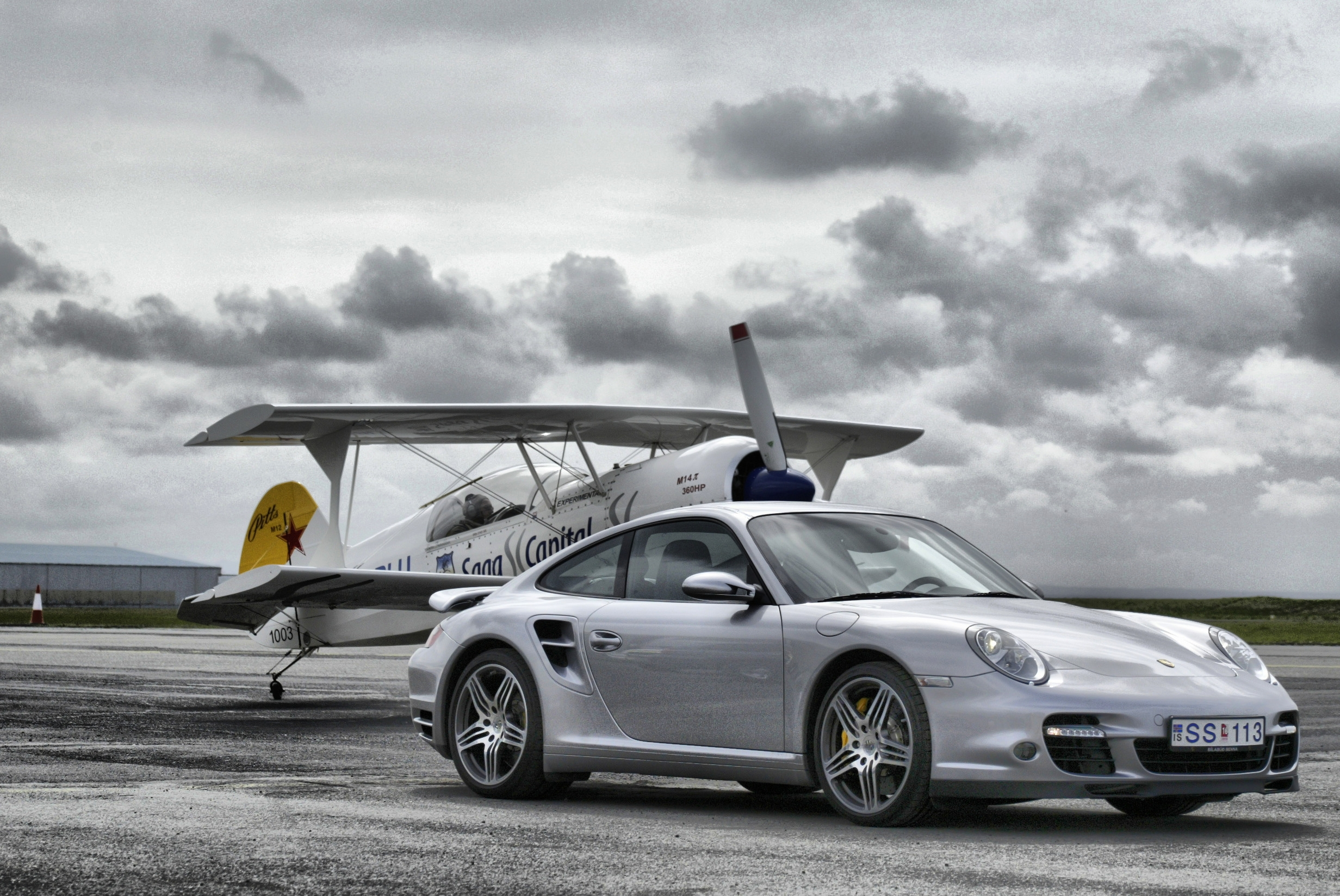
Porsche 911 (997) Turbo.

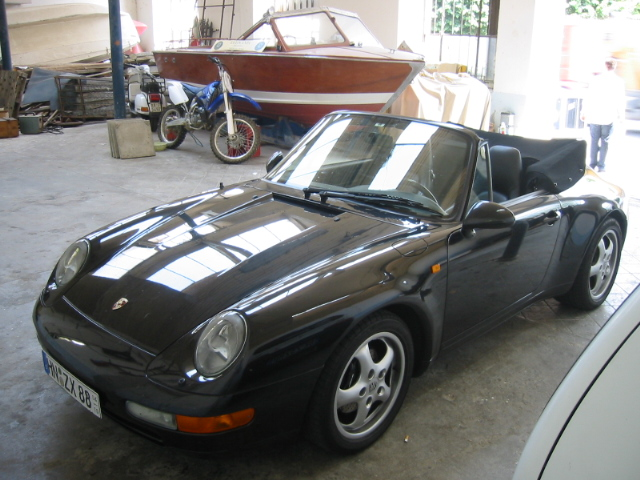
Porsche 993 Cabriolet.

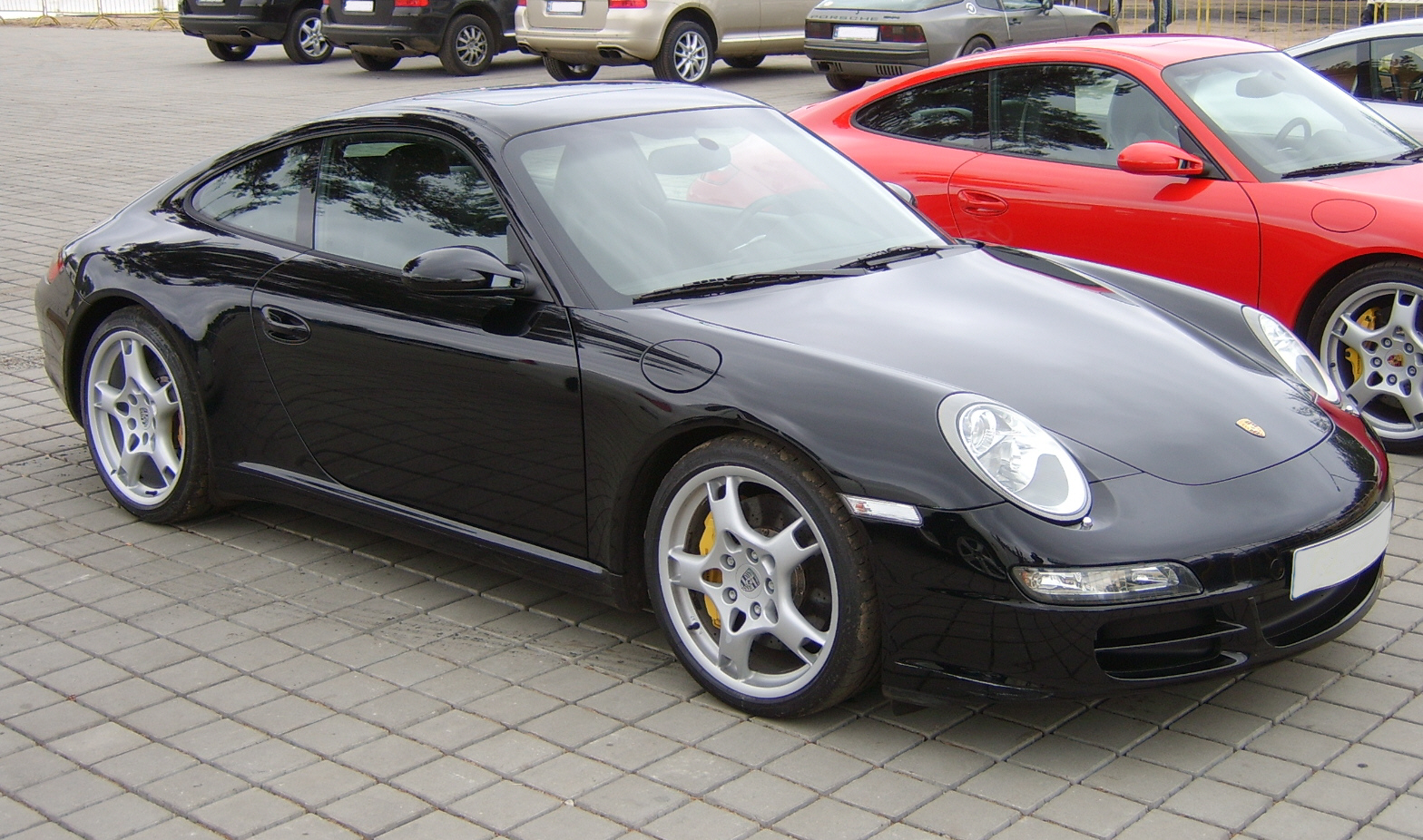
Porsche 911 Carrera S (type 997).

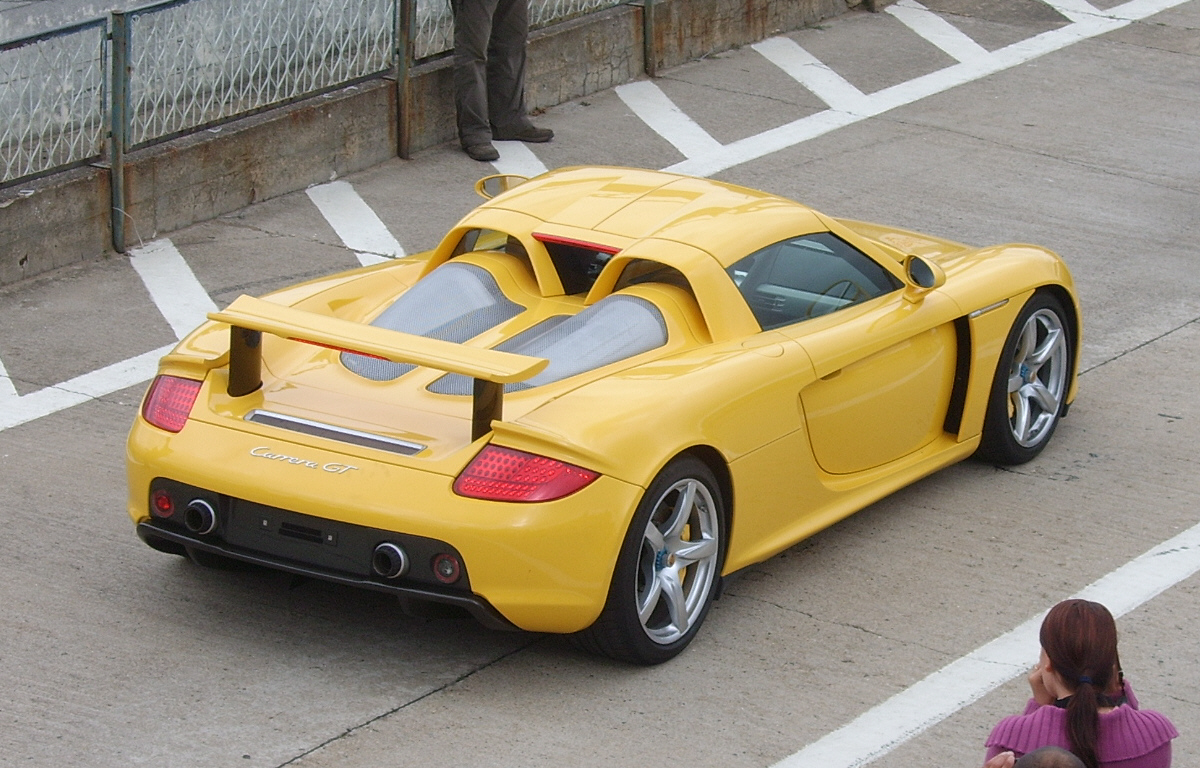
Porsche Carrera GT.

### Tracteurs
- Porsche Junior (monocylindre)
- Porsche Standard (bicylindre)
- Porsche Master (quadricylindre)
- Porsche Super (tricylindre)

### Modèles routiers
- Porsche 356 (1948 - 1965)
- Porsche 550 (1953 - 1956)
- Porsche 911 :
  - Porsche 911 2,0 l (911 année-modèle 1963)
  - Porsche 911 2,2 l (911 année-modèle 1970)
  - Porsche 911 2,4 l (911 année-modèle 1972)
  - Porsche 911 2,7 l (911 année-modèle 1974)
  - Porsche 911 Carrera RS
  - Porsche 911 2,7 l (911 année-modèle 1975)
  - Porsche 930 (911 Turbo)
  - Porsche 911 Carrera 3,0 l (911 année-modèle 1976)
  - Porsche 911 SC (911 année-modèle 1978)
  - Porsche Carrera 3,2 l (911 année-modèle 1984)
  - Porsche 911 Carrera (type 964) (911 année-modèle 1989)
  - Porsche 911 (type 993) (911 année-modèle 1994)
  - Porsche 911 (type 996) (911 année-modèle 1998)
  - Porsche 911 (type 997) (911 année-modèle 2005)
  - Porsche 911 (type 991) (911 année-modèle 2011)
  - Porsche 911 (type 992) (911 année-modèle 2018)[52]
- Porsche 904 (1964 - 1965)
- Porsche 912 (1965 - 1969, et 1976)
- Porsche 914 (1969 - 1976)
- Porsche 924 (1976 - 1988)
- Porsche 924 Carrera GT
- Porsche 928 (1978 - 1995)
- Porsche 931 (924 Turbo)
- Porsche 944 (1981 - 1991)
- Porsche 951 (944 Turbo)
- Porsche 959 (1985 - 1989)
- Porsche 968 (1991 - 1995)
- Boxster : 
  - Porsche Boxster (type 986) (1996 - 2004)
  - Porsche Boxster (type 987) (2005 - 2013)
  - Porsche Boxster (type 981) (2012 - 2016)
  - Porsche 718 Boxster (type 718) (2016 - )
- Porsche Carrera GT (2003 - 2006)
- Cayman :
  - Porsche Cayman (type 987) phase 1 (2005 - 2009)
  - Porsche Cayman (type 987) phase 2 (2009 - 2013)
  - Porsche Cayman (type 981) (2013 - 2016)
  - Porsche 718 Cayman (Type 718) (2016 - )
- Cayenne :
  - Porsche Cayenne (type 955) (2002 - 2006)
  - Porsche Cayenne (type 957) (2007 - 2010)
  - Porsche Cayenne (type 958) (2010 - 2017)
  - Porsche Cayenne (type 536) (2018 - )
- Porsche Panamera (2009 - )
- Porsche 918 Spyder (2013 - 2015)
- Porsche Macan I (2014 - 2024)[53]
- Porsche Macan II (2024 - )

#### Modèles actuels
- Porsche Boxster, roadster (1996 - )
  - Porsche Boxster, moteur 2,9 l (1996 - 2009)
  - Porsche Boxster S, moteur 3,4 l
  - Porsche Boxster Spyder, moteur 3,4 l
  - Porsche Boxster Black Edition, moteur 3,4 l

Logos des modèles actuels
Porsche 718 (Boxster et Cayman)
Porsche 911
Porsche Cayenne
Porsche Macan
Porsche Panamera
Porsche Taycan

| Modèle         | Conception du moteur | Cylindrée | Puissance       | Couple maxi | Taux de compression | Transmission | Boîte de vitesses                 | Poids à vide (DIN)  | Vitesse maxi        | Accélération de 0 à 100 km/h         | Cycle urbain (L/100 km) | Cycle extra urbain (L/100 km) | Cycle mixte (L/100 km) | Émissions de CO2 (g/km) |
| -------------- | -------------------- | --------- | --------------- | ----------- | ------------------- | ------------ | --------------------------------- | ------------------- | ------------------- | ------------------------------------ | ----------------------- | ----------------------------- | ---------------------- | ----------------------- |
| Boxster        | Moteur central       | 2 893 cm3 | 255 ch (188 kW) | 290 N m     | 11,5 : 1            | Propulsion   | Méca. 6 rapports / PDK 7 rapports | 1 335 kg / 1 365 kg | 263 km/h / 261 km/h | 5,9 s / 5,8 s (5,6 s en mode Sport+) | 13,8 / 13,6             | 6,9 / 6,5                     | 9,4 / 9,1              | 221 / 214               |
| Boxster S      | Moteur central       | 3 436 cm3 | 310 ch (228 kW) | 360 N m     | 12,5 : 1            | Propulsion   | Méca. 6 rapports / PDK 7 rapports | 1 355 kg / 1 380 kg | 274 km/h / 272 km/h | 5,3 s / 5,2 s (5,0 s en mode Sport+) | 14,4 / 14,1             | 7,2 / 6,6                     | 9,8 / 9,4              | 230 / 221               |
| Boxster Spyder | Moteur central       | 3 436 cm3 | 320 ch (235 kW) | 370 N m     | 12,5 : 1            | Propulsion   | Méca. 6 rapports / PDK 7 rapports | 1 275 kg / 1 300 kg | 267 km/h / 265 km/h | 5,1 s / 5,0 s (4,8 s en mode Sport+) | 14,2 / 14,0             | 7,1 / 6,6                     | 9,7 / 9,3              | 228 / 218               |

- Porsche Cayman, coupé sur la base du Boxster (2005 - )
  - Porsche Cayman, moteur 2,9 l
  - Porsche Cayman S, moteur 3,4 l
  - Porsche Cayman R
  - Porsche Cayman S Black Edition

| Modèle                 | Conception du moteur | Cylindrée | Puissance       | Couple maxi | Taux de compression | Transmission | Boîte de vitesses                 | Poids à vide (DIN)  | Vitesse maxi        | Accélération de 0 à 100 km/h         | Cycle urbain (L/100 km) | Cycle extra urbain (L/100 km) | Cycle mixte (L/100 km) | Émissions de CO2 (g/km) |
| ---------------------- | -------------------- | --------- | --------------- | ----------- | ------------------- | ------------ | --------------------------------- | ------------------- | ------------------- | ------------------------------------ | ----------------------- | ----------------------------- | ---------------------- | ----------------------- |
| Cayman                 | Moteur central       | 2 893 cm3 | 265 ch (195 kW) | 300 N m     | 11,5 : 1            | Propulsion   | Méca. 6 rapports / PDK 7 rapports | 1 330 kg / 1 360 kg | 265 km/h / 263 km/h | 5,8 s / 5,7 s (5,5 s en mode Sport+) | 13,8 / 13,6             | 6,9 / 6,5                     | 9,4 / 9,1              | 221 / 214               |
| Cayman S               | Moteur central       | 3 436 cm3 | 320 ch (235 kW) | 370 N m     | 12,5 : 1            | Propulsion   | Méca. 6 rapports / PDK 7 rapports | 1 350 kg / 1 375 kg | 277 km/h / 275 km/h | 5,2 s / 5,1 s (4,9 s en mode Sport+) | 14,4 / 14,1             | 7,2 / 6,6                     | 9,8 / 9,4              | 230 / 221               |
| Cayman R               | Moteur Central       | 3 436 cm3 | 330 ch (243 kW) | 370 N m     | 12,5 : 1            | Propulsion   | Méca. 6 rapports / PDK 7 rapports | 1 295 kg / 1 320 kg | 282 km/h / 280 km/h | 5,0 s / 4,9 s (4,7 s en mode Sport+) | 14,2 / 14,0             | 7,1 / 6,6                     | 9,7 / 9,3              | 228 / 218               |
| Cayman S Black Edition | Moteur Central       | 3 436 cm3 | 330 ch (243 kW) | 370 N m     | 12,5 : 1            | Propulsion   | Méca. 6 rapports / PDK 7 rapports | ? / ?               | 279 km/h / 277 km/h | 5,1 s / 5,0 s (4,8 s en mode Sport+) | 14,4 / 14,1             | 7,2 / 6,6                     | 9,8 / 9,4              | 230 / 221               |

- Porsche 911 type 997, coupé ou cabriolet de luxe disponible en 4×4 ou propulsion 
  - Porsche 911 type 997 Carrera, moteur 3,6 l, 345 ch (2004)
  - Porsche 911 type 997 Carrera Cabriolet, moteur 3,6 l, 345 ch
  - Porsche 911 type 997 Carrera S, moteur 3,8 l, 385 ch
  - Porsche 911 type 997 Carrera S Cabriolet, moteur 3,8 l, 385 ch
  - Porsche 911 type 997 Carrera 4, même moteur que la Carrera, transmission 4×4
  - Porsche 911 type 997 Carrera 4 Cabriolet, même moteur que la Carrera, transmission 4×4
  - Porsche 911 type 997 Carrera 4S, même moteur que la Carrera S, transmission 4×4
  - Porsche 911 type 997 Carrera 4S Cabriolet, même moteur que la Carrera S, transmission 4×4
  - Porsche 911 type 997 Carrera 4 GTS, moteur 3,8 l, 408 ch
  - Porsche 911 type 997 Carrera 4 GTS Cabriolet, moteur 3,8 l, 408 ch
  - Porsche 911 type 997 Black Edition, 345ch
  - Porsche 911 type 997 Black Edition Cabriolet, 345 ch
  - Porsche 911 type 997 Targa 4, même moteur que la Carrera, transmission 4×4
  - Porsche 911 type 997 Targa 4S, même moteur que la Carrera S, transmission 4×4
  - Porsche 911 type 997 Carrera GTS, moteur 3,8 l, 408 ch, propulsion (2011 - )
  - Porsche 911 type 997 Carrera GTS Cabriolet, moteur 3,8 l, 408 ch, propulsion
  - Porsche 911 type 997 GT3, moteur 3,8 l, 430 ch, propulsion (2006 - )
  - Porsche 911 type 997 GT3 RS, moteur 3,8 l, 450 ch, propulsion (GT3 allégée avec modification pour circuit) (2010 - )
  - Porsche 911 type 997 GT3 RS 4.0
  - Porsche 911 type 997 Turbo, moteur 3,8 l, 500 ch, transmission 4×4 (2006)
  - Porsche 911 type 997 Turbo Cabriolet, même moteur que la Turbo, transmission 4×4 (2007)
  - Porsche 911 type 997 Turbo S, moteur 3,8 l, 530 ch, transmission 4×4 (2010)
  - Porsche 911 type 997 Turbo S Cabriolet, même moteur que la Turbo S, transmission 4×4
  - Porsche 911 type 997 GT2 RS, moteur 3,6 l, 620 ch, propulsion (2004 - )
  - Porsche 911 type 997 GT3 RS 4.0, 500 ch
  - Porsche 911 type 997 Speedster, 408 ch
  - Porsche 911 type 991 (→ nouvelle version) Carrera (et cabrio) 350 ch
  - Porsche 911 type 991 Carrera S (et cabrio) 400 ch

| Modèle                | Conception du moteur | Cylindrée | Puissance       | Couple maxi                               | Taux de compression | Transmission | Boîte de vitesses                 | Poids à vide (DIN)  | Vitesse maxi        | Accélération de 0 à 100 km/h         | Cycle urbain (L/100 km) | Cycle extra urbain (L/100 km) | Cycle mixte (L/100 km) | Émissions de CO2 (g/km) |
| --------------------- | -------------------- | --------- | --------------- | ----------------------------------------- | ------------------- | ------------ | --------------------------------- | ------------------- | ------------------- | ------------------------------------ | ----------------------- | ----------------------------- | ---------------------- | ----------------------- |
| Carrera               | Moteur arrière       | 3 614 cm3 | 345 ch (254 kW) | 390 N m                                   | 12,5 : 1            | Propulsion   | Méca. 6 rapports / PDK 7 rapports | 1 415 kg / 1 445 kg | 289 km/h / 287 km/h | 4,9 s / 4,7 s (4,5 s en mode Sport+) | 15,5 / 14,7             | 7,2 / 6,9                     | 10,3 / 9,8             | 242 / 230               |
| Carrera S             | Moteur arrière       | 3 800 cm3 | 385 ch (283 kW) | 420 N m                                   | 12,5 : 1            | Propulsion   | Méca. 6 rapports / PDK 7 rapports | 1 425 kg / 1 465 kg | 302 km/h / 300 km/h | 4,7 s / 4,5 s (4,3 s en mode Sport+) | 15,9 / 15,3             | 7,4 / 7,1                     | 10,6 / 10,2            | 250 / 240               |
| Carrera Cabriolet     | Moteur arrière       | 3 614 cm3 | 345 ch (254 kW) | 390 N m                                   | 12,5 : 1            | Propulsion   | Méca. 6 rapports / PDK 7 rapports | 1 500 kg / 1 530 kg | 289 km/h / 287 km/h | 5,1 s / 4,9 s (4,7 s en mode Sport+) | 15,6 / 14,9             | 7,3 / 6,9                     | 10,4 / 9,9             | 245 / 233               |
| Carrera S Cabriolet   | Moteur arrière       | 3 800 cm3 | 385 ch (283 kW) | 420 N m                                   | 12,5 : 1            | Propulsion   | Méca. 6 rapports / PDK 7 rapports | 1 510 kg / 1 540 kg | 302 km/h / 300 km/h | 4,9 s / 4,7 s (4,5 s en mode Sport+) | 16,2 / 15,5             | 7,6 / 7,2                     | 10,8 / 10,3            | 254 / 242               |
| Carrera 4             | Moteur arrière       | 3 614 cm3 | 345 ch (254 kW) | 390 N m                                   | 12,5 : 1            | Intégrale    | Méca. 6 rapports / PDK 7 rapports | 1 470 kg / 1 500 kg | 284 km/h / 282 km/h | 5,0 s / 4,8 s (4,6 s en mode Sport+) | 15,9 / 15,2             | 7,7 / 7,2                     | 10,6 / 10,1            | 249 / 237               |
| Carrera 4 S           | Moteur arrière       | 3 800 cm3 | 385 ch (283 kW) | 420 N m                                   | 12,5 : 1            | Intégrale    | Méca. 6 rapports / PDK 7 rapports | 1 480 kg / 1 510 kg | 297 km/h / 295 km/h | 4,7 s / 4,5 s (4,3 s en mode Sport+) | 16,5 / 15,8             | 7,9 / 7,5                     | 11,0 / 10,5            | 259 / 247               |
| Carrera 4 Cabriolet   | Moteur arrière       | 3 614 cm3 | 345 ch (254 kW) | 390 N m                                   | 12,5 : 1            | Intégrale    | Méca. 6 rapports / PDK 7 rapports | 1 555 kg / 1 585 kg | 284 km/h / 282 km/h | 5,2 s / 5,0 s (4,8 s en mode Sport+) | 16,2 / 15,5             | 7,8 / 7,4                     | 10,8 / 10,3            | 254 / 242               |
| Carrera 4 S Cabriolet | Moteur arrière       | 3 800 cm3 | 385 ch (283 kW) | 420 N m                                   | 12,5 : 1            | Intégrale    | Méca. 6 rapports / PDK 7 rapports | 1 565 kg / 1 595 kg | 297 km/h / 295 km/h | 4,9 s / 4,7 s (4,5 s en mode Sport+) | 16,8 / 16,1             | 8,0 / 7,7                     | 11,2 / 10,7            | 263 / 251               |
| Targa 4               | Moteur arrière       | 3 614 cm3 | 345 ch (254 kW) | 390 N m                                   | 12,5 : 1            | Intégrale    | Méca. 6 rapports / PDK 7 rapports | 530 kg / 1 560 kg   | 284 km/h / 282 km/h | 5,2 s / 5,0 s (4,8 s en mode Sport+) | 15,9 / 15,5             | 7,7 / 7,4                     | 10,6 / 10,3            | 249 / 242               |
| Targa 4 S             | Moteur arrière       | 3 800 cm3 | 385 ch (283 kW) | 420 N m                                   | 12,5 : 1            | Intégrale    | Méca. 6 rapports / PDK 7 rapports | 1 540 kg / 1 570 kg | 297 km/h / 295 km/h | 4,9 s / 4,7 s (4,5 s en mode Sport+) | 16,5 / 15,8             | 7,9 / 7,5                     | 11,0 / 10,1            | 259 / 251               |
| Carrera GTS           | Moteur arrière       | 3 800 cm3 | 408 ch (300 kW) | 420 N m                                   | 12,5 : 1            | Propulsion   | Méca. 6 rapports / PDK 7 rapports | 1 420 kg / 1 450 kg | 306 km/h / 304 km/h | 4,6 s / 4,4 s (4,2 s en mode Sport+) | 15,9 / 15,3             | 7,6 / 7,2                     | 10,6 / 10,2            | 250 / 240               |
| Carrera GTS Cabriolet | Moteur arrière       | 3 800 cm3 | 408 ch (300 kW) | 420 N m                                   | 12,5 : 1            | Propulsion   | Méca. 6 rapports / PDK 7 rapports | 1 515 kg / 1 545 kg | 306 km/h / 304 km/h | 4,8 s / 4,6 s (4,4 s en mode Sport+) | 16,2 / 15,5             | 7,7 / 7,3                     | 10,8 / 10,3            | 254 / 242               |
| Turbo                 | Moteur arrière       | 3 800 cm3 | 500 ch (368 kW) | 650 N m (700 N m avec fonction Overboost) | 9,8 : 1             | Intégrale    | Méca. 6 rapports / PDK 7 rapports | 570 kg / 595 kg     | 313 km/h            | 3,7 s / 3,6 s (3,4 s en mode Sport+) | 17,3 / 17,0             | 8,3 / 8,1                     | 11,6 / 11,4            | 272 / 268               |
| Turbo Cabriolet       | Moteur arrière       | 3 800 cm3 | 500 ch (368 kW) | 650 N m (700 N m avec fonction Overboost) | 9,8 : 1             | Intégrale    | Méca. 6 rapports / PDK 7 rapports | 1 645 kg / 1 670 kg | 313 km/h            | 3,8 s / 3,7 s (3,5 s en mode Sport+) | 17,5 / 17,2             | 8,3 / 8,2                     | 11,7 / 11,5            | 275 / 270               |
| Turbo S               | Moteur arrière       | 3 800 cm3 | 530 ch (390 kW) | 700 N m                                   | 9,8 : 1             | Intégrale    | PDK 7 rapports                    | 585 kg              | 315 km/h            | 2,8 s                                | 16,5                    | 8,1                           | 11,4                   | 268                     |
| Turbo S Cabriolet     | Moteur arrière       | 3 800 cm3 | 530 ch (390 kW) | 700 N m                                   | 9,8 : 1             | Intégrale    | PDK 7 rapports                    | 660 kg              | 315 km/h            | 3,2 s                                | 16,7                    | 8,2                           | 11,5                   | 270                     |

- Porsche Panamera, berline 5 portes
  - Porsche Panamera, moteur V6 , 3,6 atmo, 310 ch, propulsion
  - Porsche Panamera Diesel, moteur V6 , 3,0 l turbo, 300 ch, propulsion
  - Porsche Panamera 4, moteur V6 , 3,6 atmo, 310 ch, 4 roues motrices
  - Porsche Panamera S, moteur V8 , 4,8 l atmo, 420 ch, propulsion
  - Porsche Panamera GTS, moteur V8 , 4,8 l atmo, 440 ch, propulsion
  - Porsche Panamera S Hybrid, 333 ch, propulsion
  - Porsche Panamera 4S, moteur V8 , 4,8 l atmo, 420 ch, 4 roues motrices
  - Porsche Panamera Turbo, moteur V8 , 4,8 l bi-turbo, 520 ch, 4 roues motrices
  - Porsche Panamera Turbo S, moteur V8 , 4,8 l bi-turbo, 570 ch, 4 roues motrices
- Porsche Cayenne, 4×4 routier de luxe et de sport (SUV)
  - Porsche Cayenne, moteur V6, 3,6 l, 290 ch
  - Porsche Cayenne Diesel, moteur V6, 3,0 l, 240 ch
  - Porsche Cayenne S, moteur V8, 4,8 l, 385 ch
  - Porsche Cayenne S Hybrid, moteur 333 ch
  - Porsche Cayenne Turbo, moteur V8, 4,8 l à double turbo, 500 ch
- Porsche Macan, 4×4 routier de luxe et de sport (SUV)
  - Porsche Macan, 2 moteurs électriques
  - Porsche Macan 4, 408 ch, 4 roues motrices
  - Porsche Macan Turbo, 639 ch, 4 roues motrices
- Porsche Taycan
- Porsche 918 Spyder, supercar hybride rechargeable, moteur V8 4,6 l et 2 moteurs électriques, 887 ch au total, 4 roues motrices

#### Numéros de série
Depuis l'année modèle 1981, les numéros de série (Vehicle Identification Number) comportent dix-sept caractères, selon le format suivant :
- 1,2,3 : WPO (code du fabricant : W=Allemagne, P = Porsche, 0 pour les voitures, 1 pour les Cayenne)
- 4 : Z (sauf aux États-Unis)
- 5 : Z (sauf aux États-Unis)
- 6 : Z (sauf aux États-Unis : 0 = ceintures de sécurité, 2 = airbag)
- 7,8 : deux premiers chiffres du type de véhicule (91 = 911, 92 = 924 ou 928, 93 = 930, 96 = 911(963), 98 = Boxster et Cayman, 99 = 911(993 et 996 et 997), 9P = Cayenne
- 9 : Z
- 10 : année modèle (A=1980 → H=1987, J=1988 → N=1992, P=1993, R=1994 → T=1996, V=1997 → Y=2000, 1=2001 → 9=2009
- 11 : site de production (S = Stuttgart, N = Neckarsulm, U = Uusikaupunki)
- 12 : 3e chiffre du type de véhicule (exemple : 7 pour un Boxster 987)
- 13 : variable (type de moteur ou de châssis)
- 14,15,16,17 : numéro de série de 0001 à 9999

Exemple : WP0ZZZ98Z9U72xxxx est une Boxster S, année modèle 2009, fabriquée à Uusikaupunki.

### Modèles de course
- Porsche 64
- Porsche 360 (Cisitalia)
- Porsche 718
- Porsche 787
- Porsche 804
- Porsche 904
- Porsche 906
- Porsche 907
- Porsche 908
- Porsche 909 (Bergspyder)
- Porsche 910
- Porsche 917
- Porsche 934
- Porsche 935
- Porsche 936
- Porsche 956/962
- Porsche 961
- Porsche 911 GT1
- Porsche 911 GT2
- Porsche 911 GT2 RS
- Porsche 911 GT3 RS

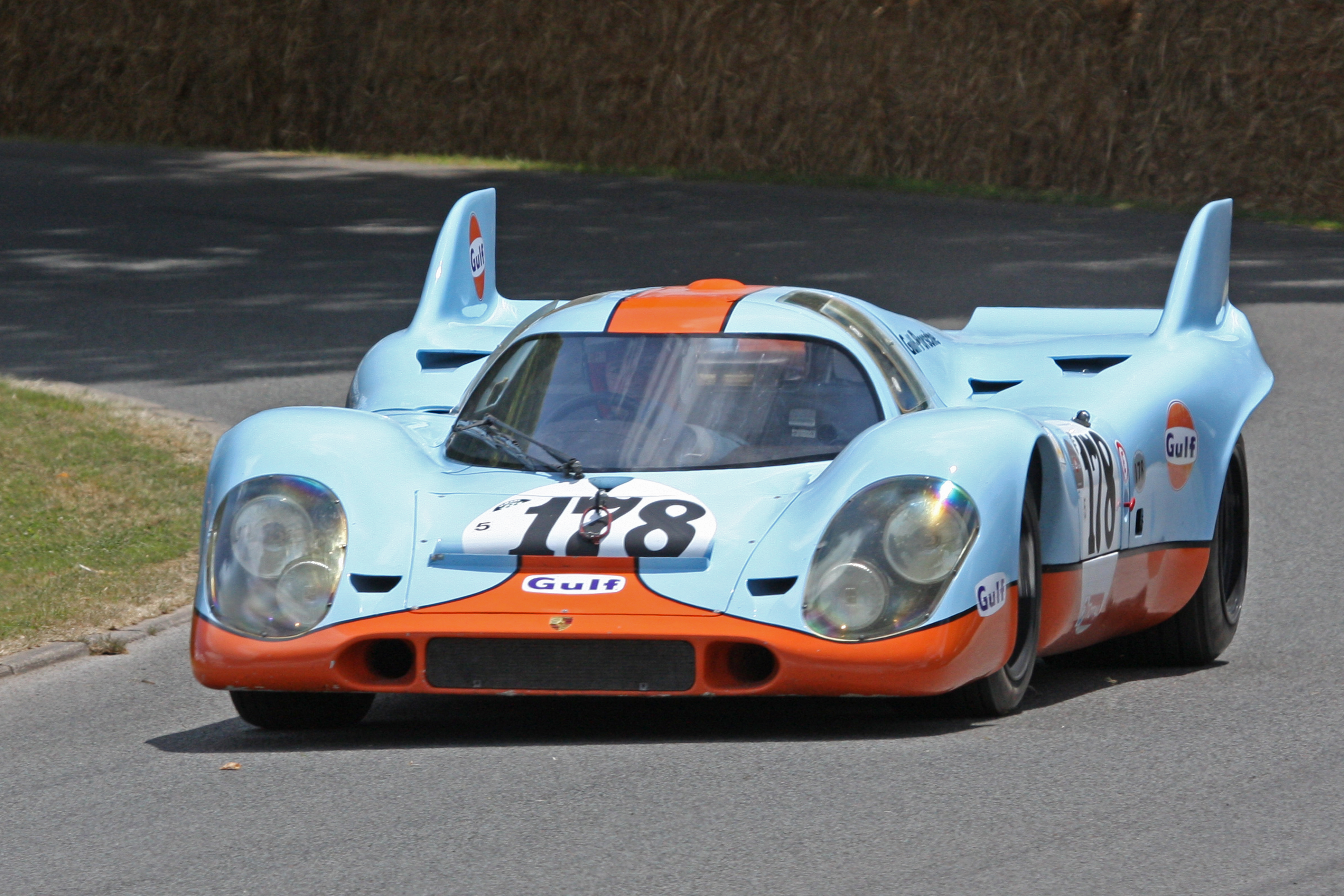
Porsche 917 - 1970.

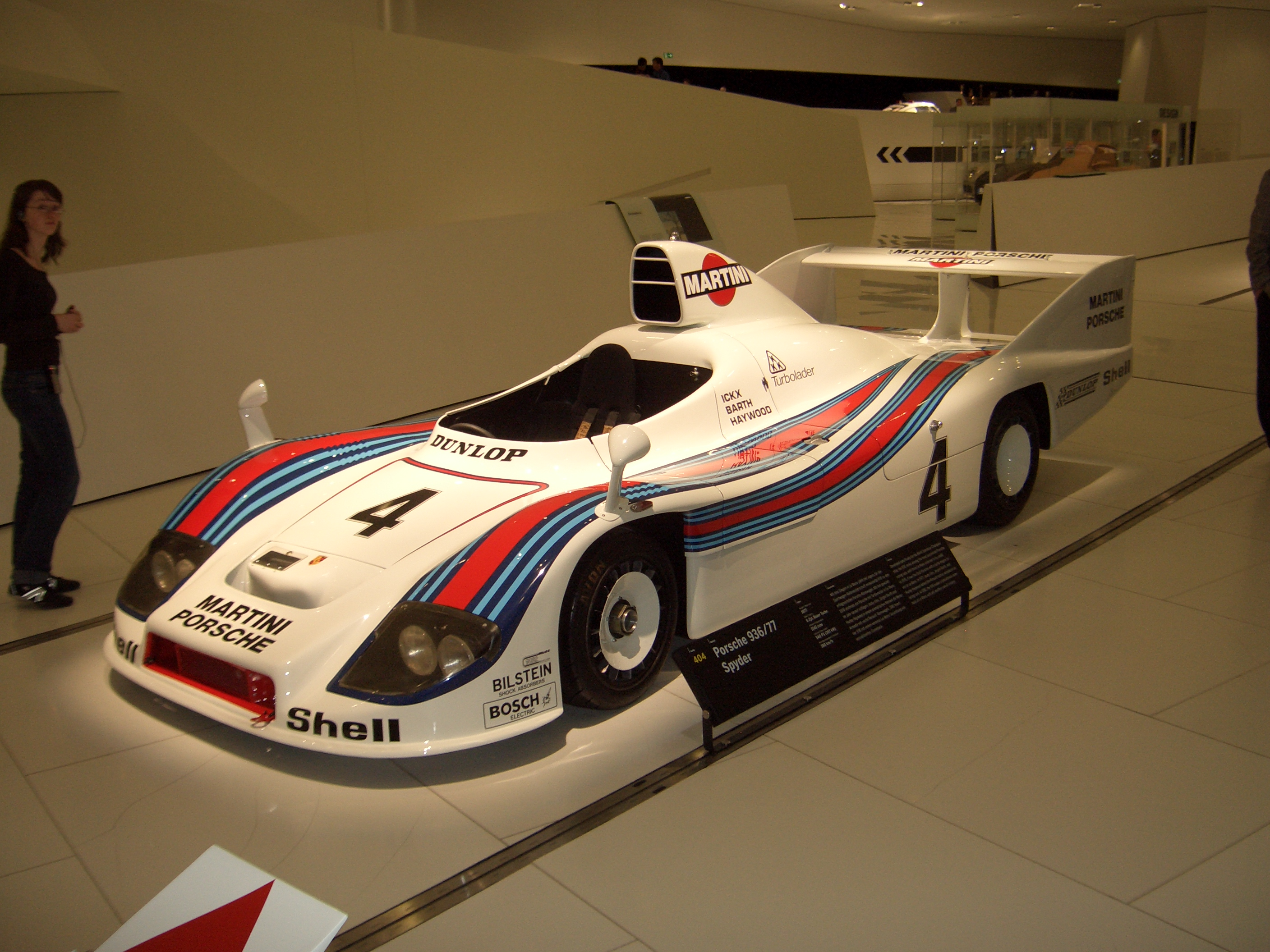
Porsche 936 - 1977.

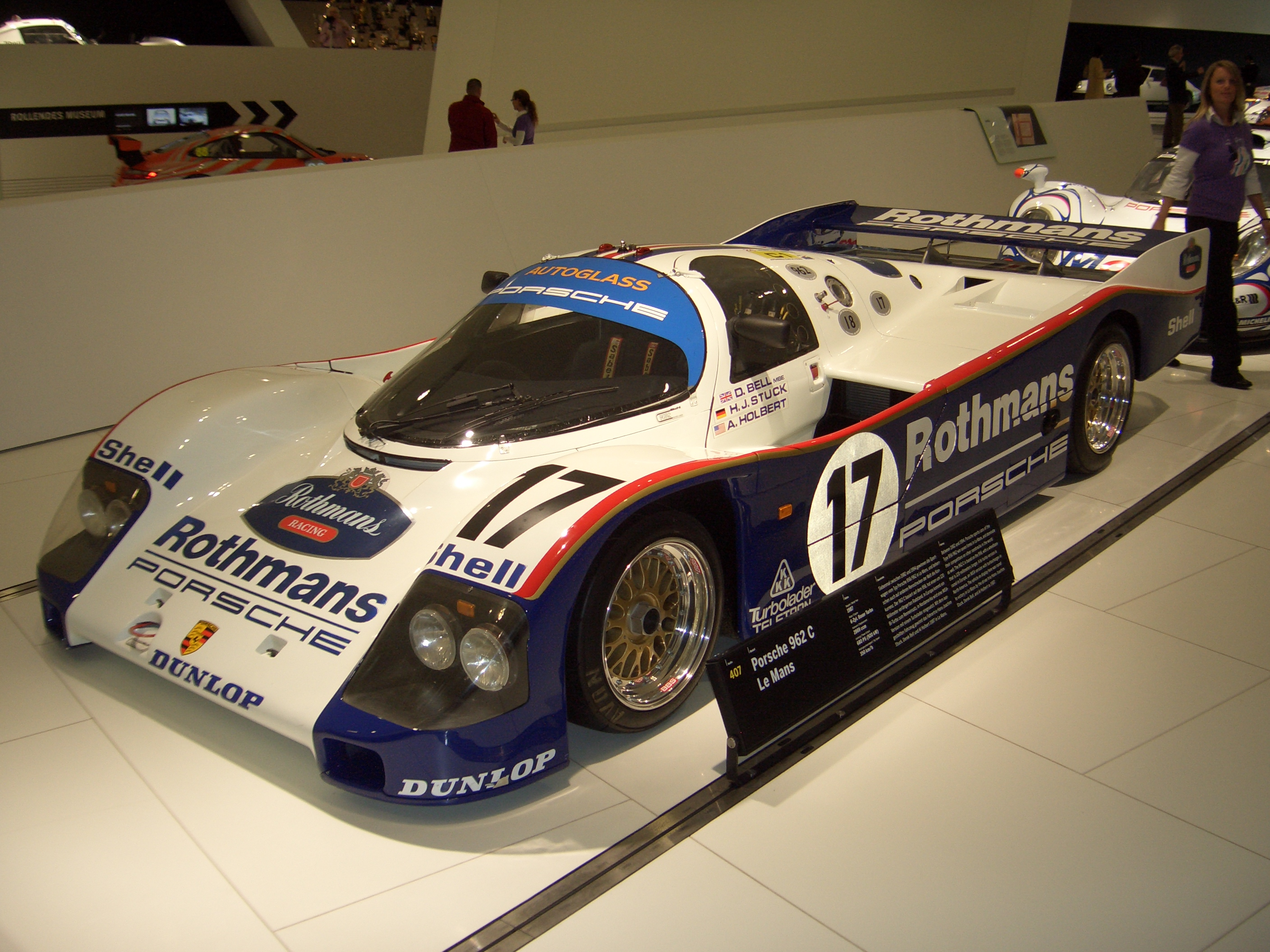
Porsche 962 - 1985.

- Porsche 911 GT3 R (type 997), GT3 R Hybrid (type 997)
- Porsche 997 GT3 Cup
- TWR-Porsche
- Porsche RS Spyder
- Porsche 911 GT3 (type 991)
- Porsche 919 Hybrid
- Porsche 963 LMDh

### Prototypes et concept cars
- Porsche 114
- Porsche Tapiro
- Porsche 695 (911 prototype)
- Porsche 901 (911 prototype)
- Porsche 969
- Porsche 980
- Porsche 989
- Porsche Boxster Concept

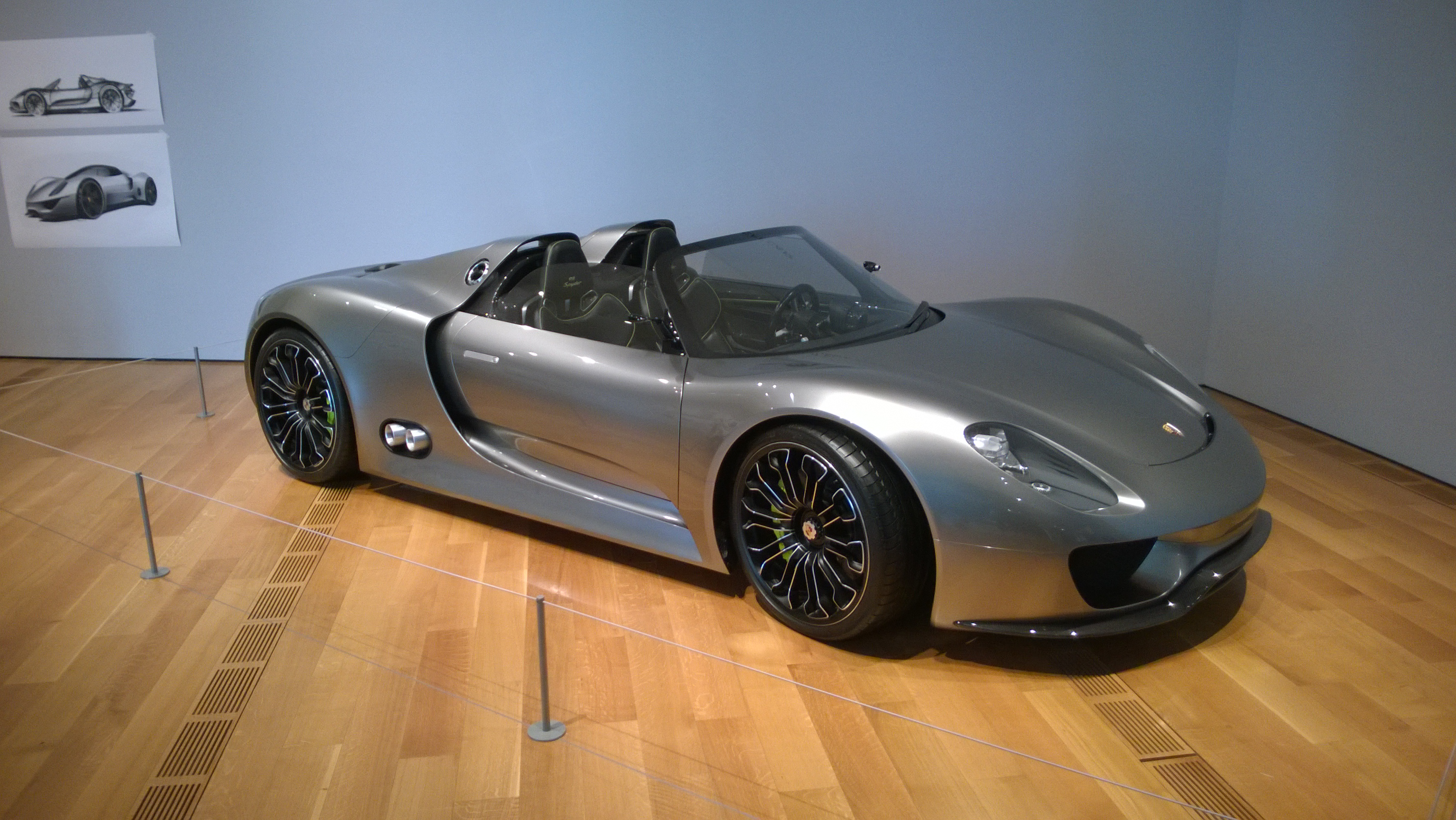
La 918 Concept au High Museum of Art, à Atlanta.

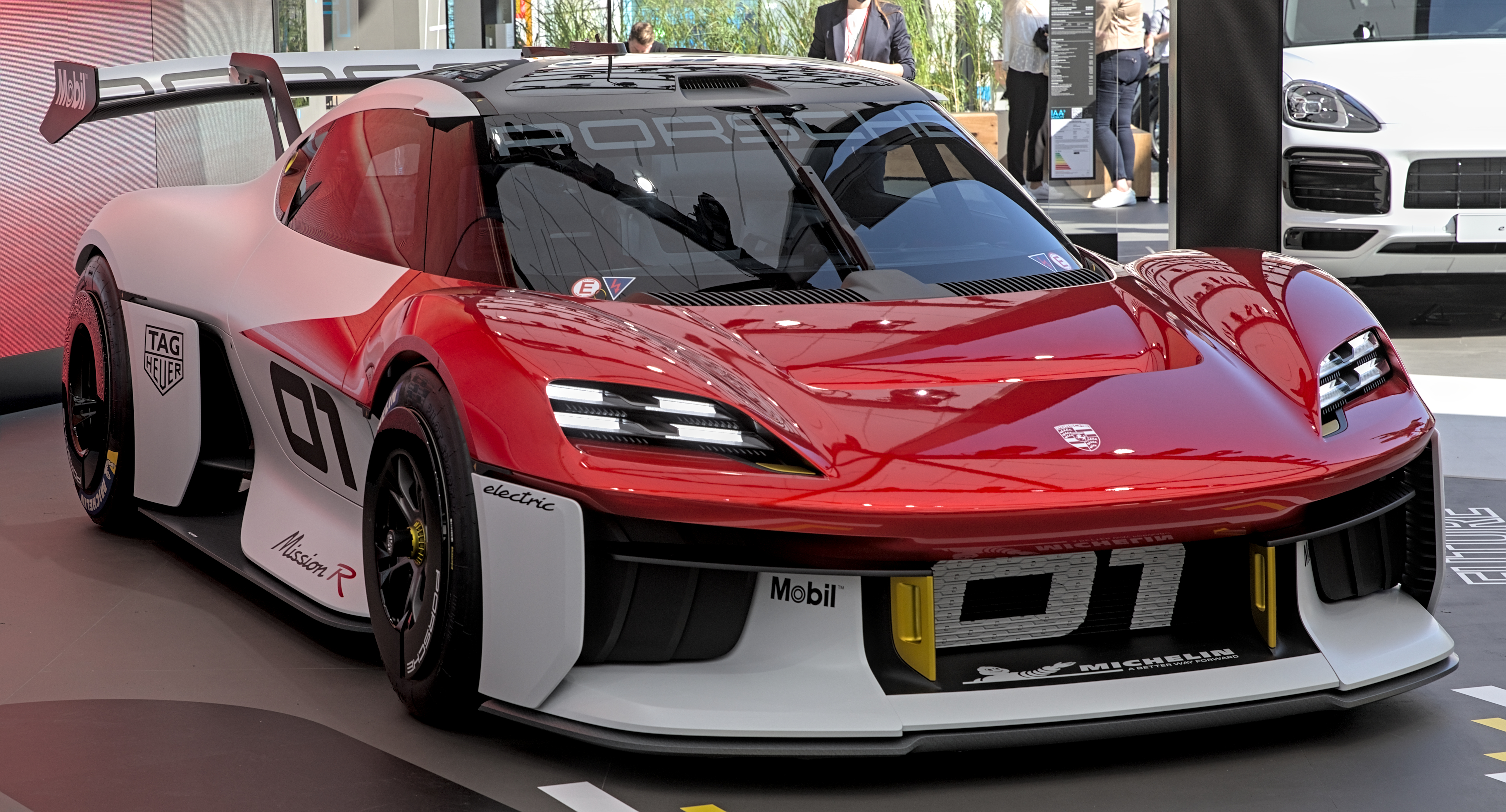
Porsche Mission R - 2021.

- Porsche Carrera (Cayenne prototype)
- Porsche Panamera
- Porsche 918 Concept/918 RSR Concept
- Porsche C88 (modèle pour le marché chinois)
- Porsche Mission E (2015)
- Porsche Mission E Cross Turismo (2018)
- Porsche Mission R (2021)[54]
- Porsche Vision 357 (2023)[55]
- Porsche Mission X (2023)
- Porsche Vision 357 Speedster (2023)[56]